# 43 Pułk Strzelców Legionu Bajończyków
43 Pułk Strzelców Legionu Bajończyków (43 pp) – oddział piechoty Armii Polskiej we Francji i Wojska Polskiego II RP.

## Formowanie i zmiany organizacyjne
Oddział wywodził swój rodowód od Legionu Bajończyków, pierwszej polskiej formacji wojskowej we Francji, w czasie I wojny światowej.
Wówczas do służby w armii francuskiej zgłosili się ochotnicy m.in. członkowie Towarzystwa Gimnastycznego „Sokół” z Paryża oraz emigranci w łącznej liczbie 1200, z których 300 na początku września 1914 zostało przydzielonych do 1 pułku Legii Cudzoziemskiej i wyszkolonych w Bajonnie w Pirenejach. W wyniku przeszkód stawianych przez ambasadora rosyjskiego, Izwolskiego, nie sformowano osobnego polskiego pułku, ale drugą kompanię batalionu C 2 pułku marszowego w ramach 1 pułku LC. Pierwsze walki Polacy stoczyli we wrześniu 1914 na obszarze Szampanii. Po zdziesiątkowaniu na wiosnę 1915 oddział został rozwiązany.
W czerwcu 1918 resztki Bajończyków wcielone zostały do 1 pułku Strzelców Polskich sformowanego w Lavalle i Cayenne. W jego skład weszły resztki pierwotnego oddziału z 1914. We wrześniu 1919 pułk przemianowany został na 43 pułk strzelców kresowych.
W grudniu 1919 batalion zapasowy pułku stacjonował we Włodzimierzu Wołyńskim.
| Obsada personalna pułku w 1920 | Obsada personalna pułku w 1920          |
| Stanowisko                     | Stopień, imię i nazwisko                |
| ------------------------------ | --------------------------------------- |
| Dowódca pułku                  | mjr/ppłk Wacław Piekarski               |
| Dowódca pułku                  | wz. mjr Stanisław Grodzki (od 29 IX)    |
| Adiutant                       | ppor. Antoni Kurcz                      |
| Oficer informacyjny            | ppor, Stanisław Huza                    |
| Oficer broni                   | por. Jan Szymański                      |
| Oficer łączności               | ppor. Bronisław Ejdrygiewicz            |
| Lekarz                         | por. lek, dr Kazimierz Cudziński        |
| Kapelan                        | ks. Józef Kata (do 5 VI)                |
| Kapelan                        | ks. kap. Marian Godlewski               |
| Dowódca taborów                | por. Jan Piaszczyński                   |
| Oficer dowództwa               | ppor. Kazimierz Kitrys                  |
| Dowódca I batalionu            | kpt. Stefan Wyczółkowski                |
| Dowódca I batalionu            | kpt. Zygmunt Piątkowski                 |
| Adiutant baonu                 | ppor, Henryk Czupreta                   |
| Oficer gospodarczy             | ppor. Stefan Kotkowski                  |
| Oficer gazowy                  | ppor. Adolf Jarosz                      |
| Lekarz                         | por. Zygmunt Rakowski                   |
| Dowódca 1 kompanii             | por. Michał Mikulski                    |
| Dowódca plutonu                | ppor. Adolf Jarosz                      |
| Dowódca 2 kompanii             | por. Franciszek Klich                   |
| Dowódca plutonu                | ppor. Tadeusz Tułecki                   |
| Dowódca 3 kompanii             | por. Feliks Kędziorek                   |
| Dowódca plutonu                | ppor. Alojzy Koryl                      |
| Dowódca 4 kompanii             | ppor. Aleksander Świrski                |
| Dowódca plutonu                | ppor. Alfred Szycht                     |
| Dowódca 1 kompanii km          | por. Gustaw Pieprzny                    |
| Dowódca plutonu                | ppor. Józef Wolfram                     |
| Dowódca II batalionu           | kpt. Aleksander Siwiec                  |
| Dowódca II batalionu           | kpt. Stefan Wyczółkowski (VI X)         |
| Adiutant                       | ppor. Władysław Podowski                |
| Oficer prowiantowy             | ppor. Józef Zając                       |
| Oficer gospodarczy             | ppor. Ludwik Tomczyński                 |
| Dowódca 5 kompanii             | kpt. Adam Karol Tyczyński               |
| Dowódca plutonu                | por. Franciszek Kuźmiński               |
| Dowódca 6 kompanii             | por. Franciszek Wójcik                  |
| Dowódca plutonu                | ppor. Karol Mosiewicz                   |
| Dowódca 7 kompanii             | por. Zygmunt Nowak                      |
| Dowódca plutonu                | pchor. Karol Bęben                      |
| Dowódca 8 kompanii             | por. Wilhelm Urszułowicz (do 14 VII)    |
| Dowódca plutonu                | por. Franciszek Kuźmiński               |
| Dowódca plutonu                | ppor. Leander Martynowicz †29 V 1920    |
| Dowódca 2 kompanii km          | por. Jan Michniewicz († 29 V)           |
| Dowódca 2 kompanii km          | por. Jan Bryda (do 16 VII)              |
| Dowódca 2 kompanii km          | por. Rudolf Neumann                     |
| Dowódca plutonu                | ppor. Jerzy Żabokrzycki                 |
| Dowódca III batalionu          | kpt. Mieczysław Rodzyński (ranny 6 VII) |
| Dowódca III batalionu          | mjr Stanisław Edward Grodzki            |
| Adiutant                       | ppor. Antoni Paszkowski                 |
| Dowódca 9 kompanii             | por./kpt. Jan Kozierowski               |
| Dowódca plutonu                | por. Michał Lewandowski                 |
| Dowódca 10 kompanii            | por. Witold Trawiński                   |
| Dowódca plutonu                | ppor. Stanisław Ojrżanowski             |
| Dowódca 11 kompanii            | por. Wacław Rzewuski                    |
| Dowódca plutonu                | por. Stanisław Makowski                 |
| Dowódca plutonu                | ppor. Tadeusz Czerwonka († 29 V)        |
| Dowódca 12 kompanii            | por. Bruno Rolkę (do 24 VII)            |
| Dowódca 12 kompanii            | ppor. Franciszek Górecki                |
| Dowódca 3 kompanii km          | por. Jan Pela                           |
| Dowódca 3 kompanii km          | por. Antoni Szymański                   |
| Dowódca kompanii technicznej   | por. Wincenty Skarżyński                |
| Dowódca plutonu                | ppor. Jan Wacek                         |
| Dowódca 4 kompanii km          | por. Stanisław Miodoński                |
| Oficer pułku                   | kpt. Jan Krzywkowski Woliński           |
| Oficer pułku                   | por. Józef Piasecki                     |
| Oficer pułku                   | ppor. Franciszek Bauer                  |
| Oficer pułku                   | ppor. Jan Sawicki                       |

## Pułk w walce o granice
Zgodnie z planem obrony dowódcy 13 Dywizji Piechoty, w trzeciej dekadzie maja 1920 roku 43 pułk piechoty urządził trzy ośrodki oporu. „Dziunków” obsadził I batalion wzmocniony 4 baterią 13 pułku artylerii polowej, „Rozkopane” - II batalion z 5 baterią i „Nowochwastów” – III batalion z 6 baterią. Dowództwo pułku stacjonowało w Pawłówce. Ośrodki oporu były systematycznie rozbudowywane i otoczone drutem kolczastym. „Węzeł obronny” w Annówce obsadziła 5 kompania.
W tym czasie 1 Armia Konna, zgrupowana na linii Talne – Humań – Teplik, szykowała się do uderzenia w kierunku Koziatyna. Nocą z 28 na 29 maja sowiecka kawaleria ruszyła ku pozycjom 13 Dywizji Piechoty.
Maszerujące oddziały 6 Dywizji Kawalerii natknęły się pod Nowo-Żywotowem na pododdziały 50 pułku piechoty. Uderzenie mas kawalerii zmiotło z pozycji I/50 pp ppłk. Leona Juchniewicza, a w nierównej walce pod Medówką rozbity został II/50 pp.
Po rozbiciu batalionów 50 pułku piechoty, około 11.00 oddziały kawalerii podeszły pod Annówkę i uderzyły na węzeł obronny broniony przez 5 kompanię. Sowiecki atak zatrzymany został ogniem karabinów oraz artylerii. Przeciwnik wycofał się i wprowadzając drugie rzuty uderzył na broniony przez 11 kompanię 45 pułku piechoty pobliski Plisków. Po opanowaniu Pliskowa, Sowieci zaatakowali Annówkę od południa. Po godzinnej walce 5 kompania, wraz z dwoma wspierającymi ją plutonami 6 kompanii, wycofała się pod Rozkopane i tutaj zorganizowała obronę. Sowiecka kawaleria została zatrzymana.
W tym czasie dwie brygady sowieckiej 11 Dywizji Kawalerii zaatakowały Dziuńków. Jedna rozpoczęła natarcie w szyku pieszym, druga zaczęła obchodzić Dziuńków od północy. Działania Kozaków wspierały trzy baterie artylerii i samochody pancerne. Tyraliery spieszonej kawalerii parokrotnie podchodziły do polskich okopów i były odpierane ogniem karabinowym i granatami ręcznymi. Około południa przeciwnik zmusił polski batalion do wycofania się na drugą linię obrony, zorganizowaną pod samym Dziuńkowem.
Po południu od północy uderzyła druga brygada 11 Dywizji Kawalerii i wdarła się do miasteczka. Polski kontratak prowadzony przez kpt. Zygmunta Piątkowskiego, a sformowany z żołnierzy rozmaitych służb, zmusił Kozaków do odwrotu. Wieczorem Sowieci przegrupowali siły i po zmroku uderzyli na prawe skrzydło batalionu. Doszło do zażartych walk wręcz. Piechurów wspierali skutecznie taboryci, ordynansi, telefoniści i łącznicy. Po tym ataku Sowieci wycofali się spod Dziuńkowa do rejonu Zbereżówka – Dołholówka.

### Mapy walk pułku w 1920

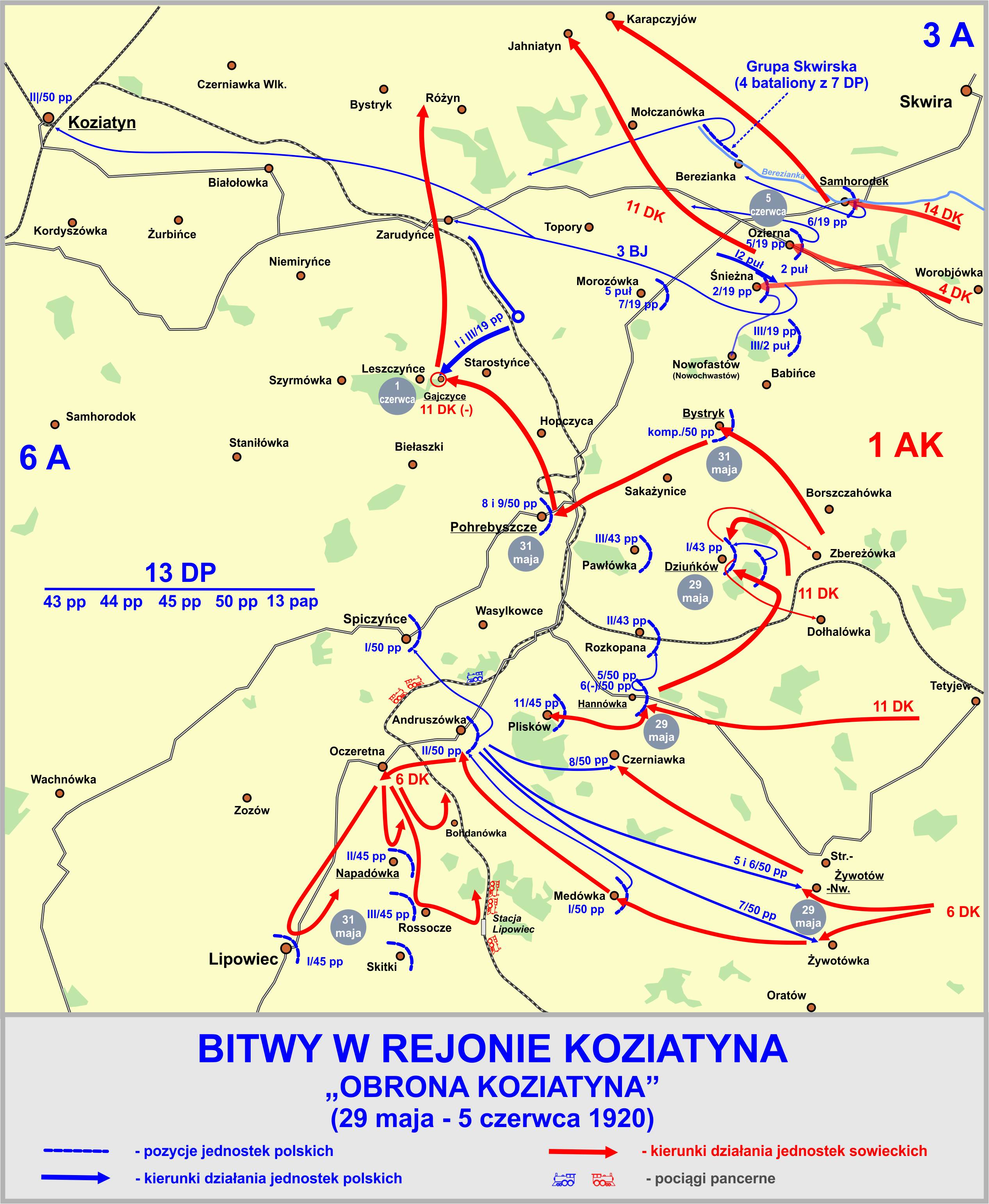
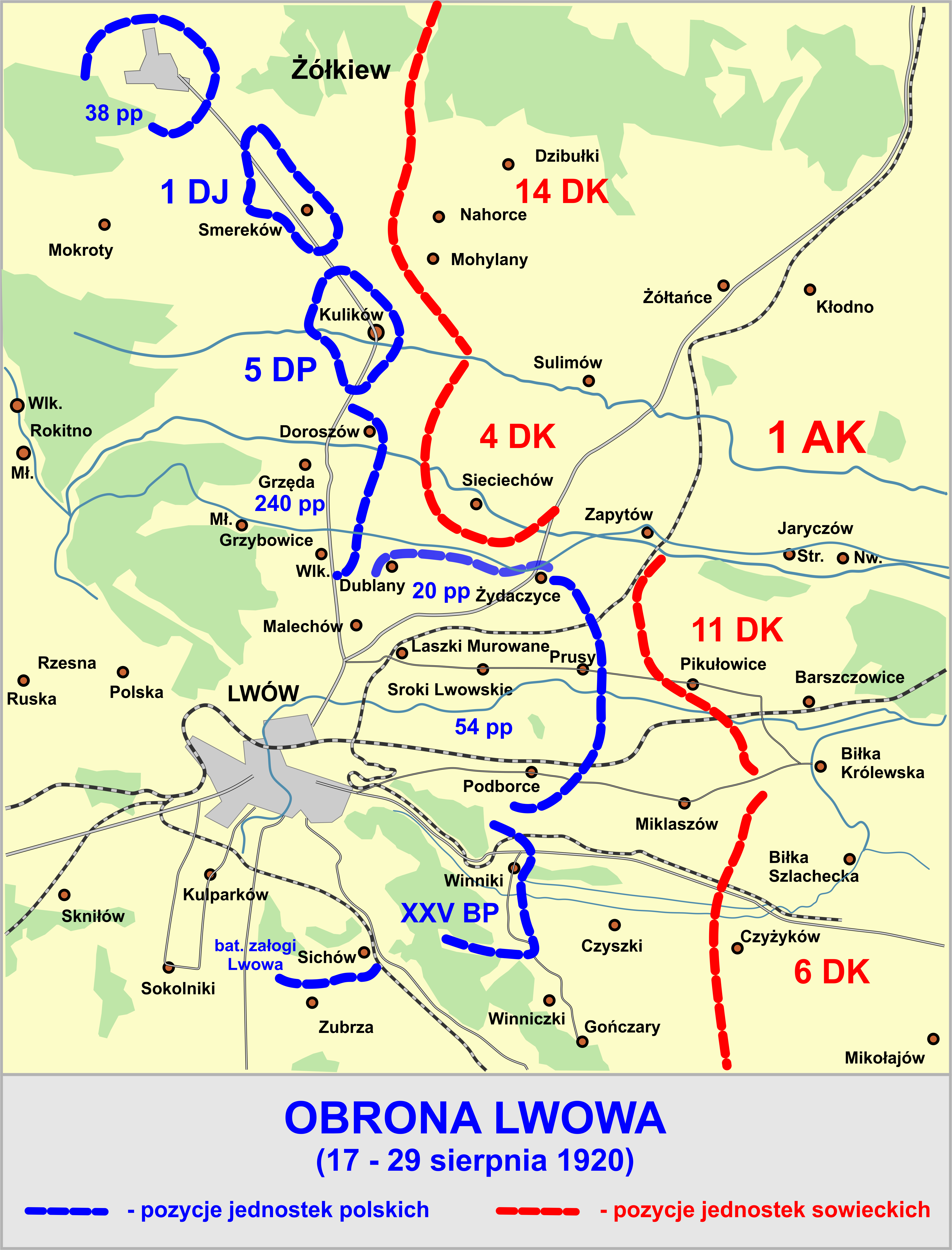
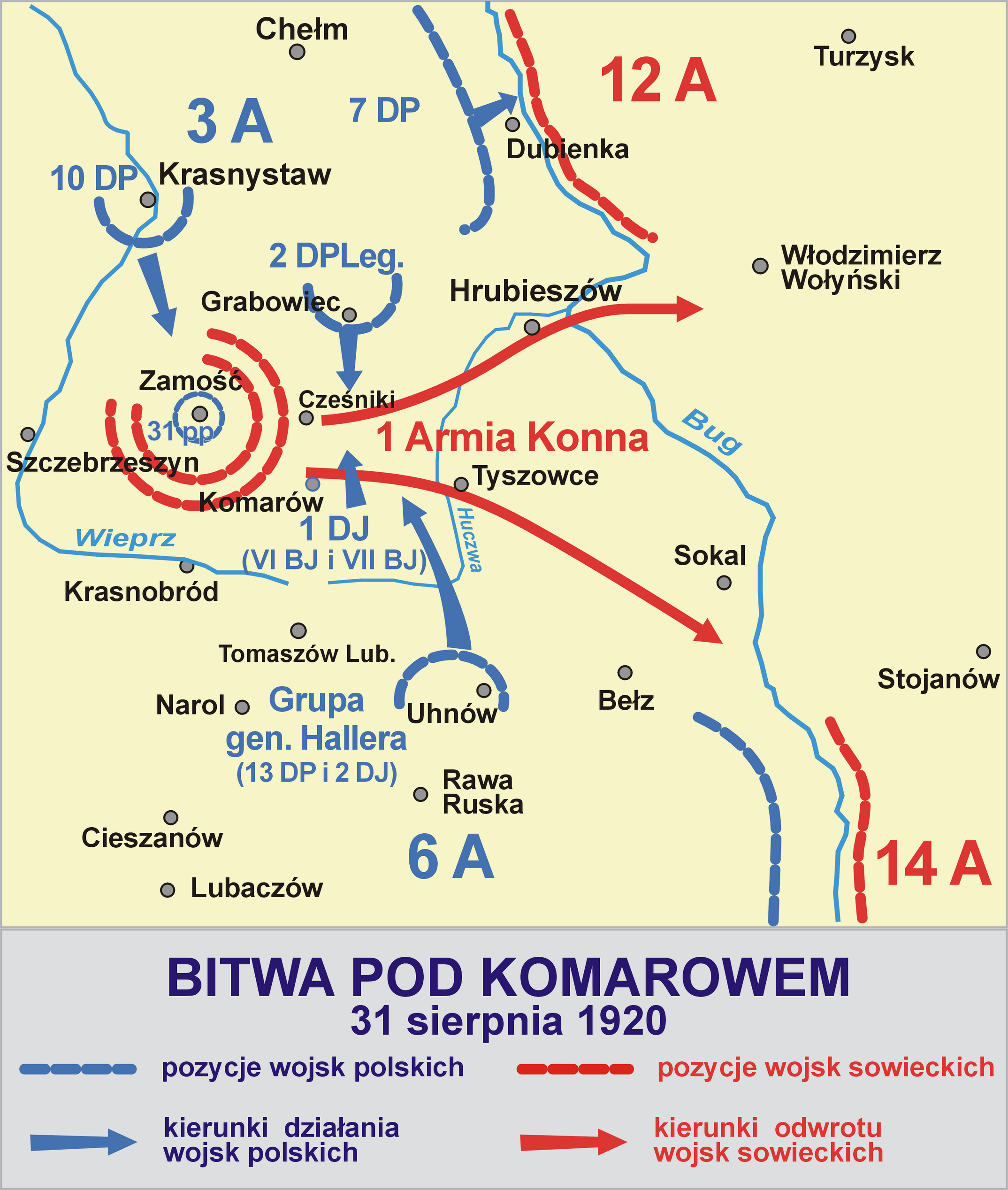

### Kawalerowie Virtuti Militari
| Żołnierze pułku odznaczeni Krzyżem Srebrnym Orderu Wojskowego Virtuti Militari. Gwiazdką przy nazwisku oznaczono żołnierzy odznaczonych dekretem Naczelnego Wodza L. 2971 z 13 maja 1921. |                                    |                                         |
| kpr. Zygmunt Arend | ś.p. ppor. Franciszek Bauer        | ś.p. Antoni Bartman                     |
| strz. Jan Bekta (Bekcia*) | sierż. Edward Białous*             | sierż. Antoni Biedka*                   |
| ś.p. ppor. Ludwik Czerwonka | ś.p. ppor. Henryk Czupreta         | ś.p. ppor. Lucjan Chwałkowski           |
| kpr. Wincenty Chmielewski | strz. Stanisław Cichocki           | strz. Antoni Daniel*                    |
| sierż. Stefan Delikowski* | st. sierż. Filip Fonder            | kpr. Franciszek Fuśniak                 |
| ś.p. strz. Jan Gawroński* | ś.p. strz. Piotr Gawryłowicz*      | ppor. Franciszek Górecki                |
| mjr Stanisław Edward Grodzki | mjr armii franc. Benedykt Haciski  | ś.p. sierż. Jan Inglod                  |
| kpr. Stanisław Jarmusz | płk Julian Jasieński               | ks. kpl. Józef Jaworski                 |
| sierż. Stanisław Kaźmierczak* | ś.p. kpt. Jan Krzywkowski-Woliński | por. Antoni Kurcz                       |
| por. Franciszek Klich | sierż. Jan Kwiatkowski             | sierż. Stanisław Kosiński               |
| kpt. Jan Kozierowski | sierż. Teofil Langowski            | ppor. Michał Lewandowski                |
| por. Jerzy Ledoux | ppor. Stanisław Łączkowski         | ś.p. strz. Antoni Matejek*              |
| ś.p. strz. Stanisław Mazurowski* | ś.p. ppor. Leander Martynowicz     | ś.p. por. Jan Michniewicz               |
| kpt. armii franc. Moittier | por. Zygmunt Nowak                 | ppłk Wacław Piekarski                   |
| kpt. Zygmunt Piątkowski | ppor. Antoni Paszkowski            | sierż. Władysław Pawlaczek (Pawlaczyk*) |
| por. Nikodem Polak | por. Jan Pela                      | sierż. Józef Ordęga                     |
| sierż. Kazimierz Reychman | ś.p. kpr. Wojciech Badek (Radek*)  | ś.p. mjr Mieczysław Rodzyński           |
| kpr. Sergiusz Siwek | por. Bruno Rolke                   | strz. Aleksander Sobotka*               |
| st. sierż. Stanisław Stróżak | por. Antoni II Szymański           | strz. Ludwik Trojanowski                |
| kpr. Jan Trzejowski (Trzejawski*) | strz. Jan Urban*                   | ś.p. strz. Franciszek Walkowski         |
| strz. Józef Wilkowski (Wiliszowski*) | st. sierż. Paweł Walczak*          | ś.p. por. Walenty Walaszczyk            |
| sierż. Jan Wesołowski | ks. proboszcz dr Jan Więckowski    | ś.p. strz. Jan Więcek*                  |
| ś.p. strz. Michał Włodarski | por. Franciszek Wójcik             | ś.p. ppor. Stanisław Wronowski          |
| kpt. Stefan Wyczółkowski | strz. Albin Zawiła*                | ś.p. ppor. Ignacy Zakrzewski            |
| ppor. Michał Zakrzewski | strz. Stefan Zygadlewicz           |                                         |

## Pułk w okresie pokoju

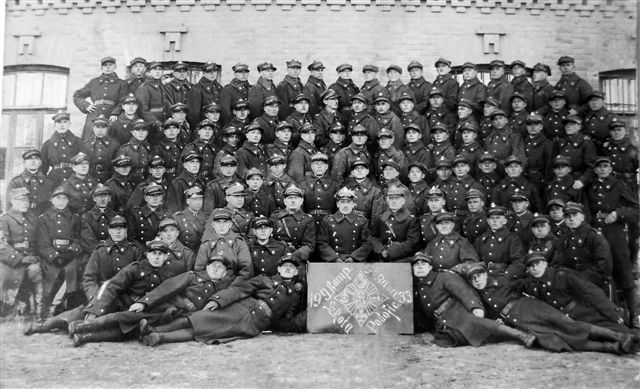
Szkoła podoficerska 43 pułku piechoty

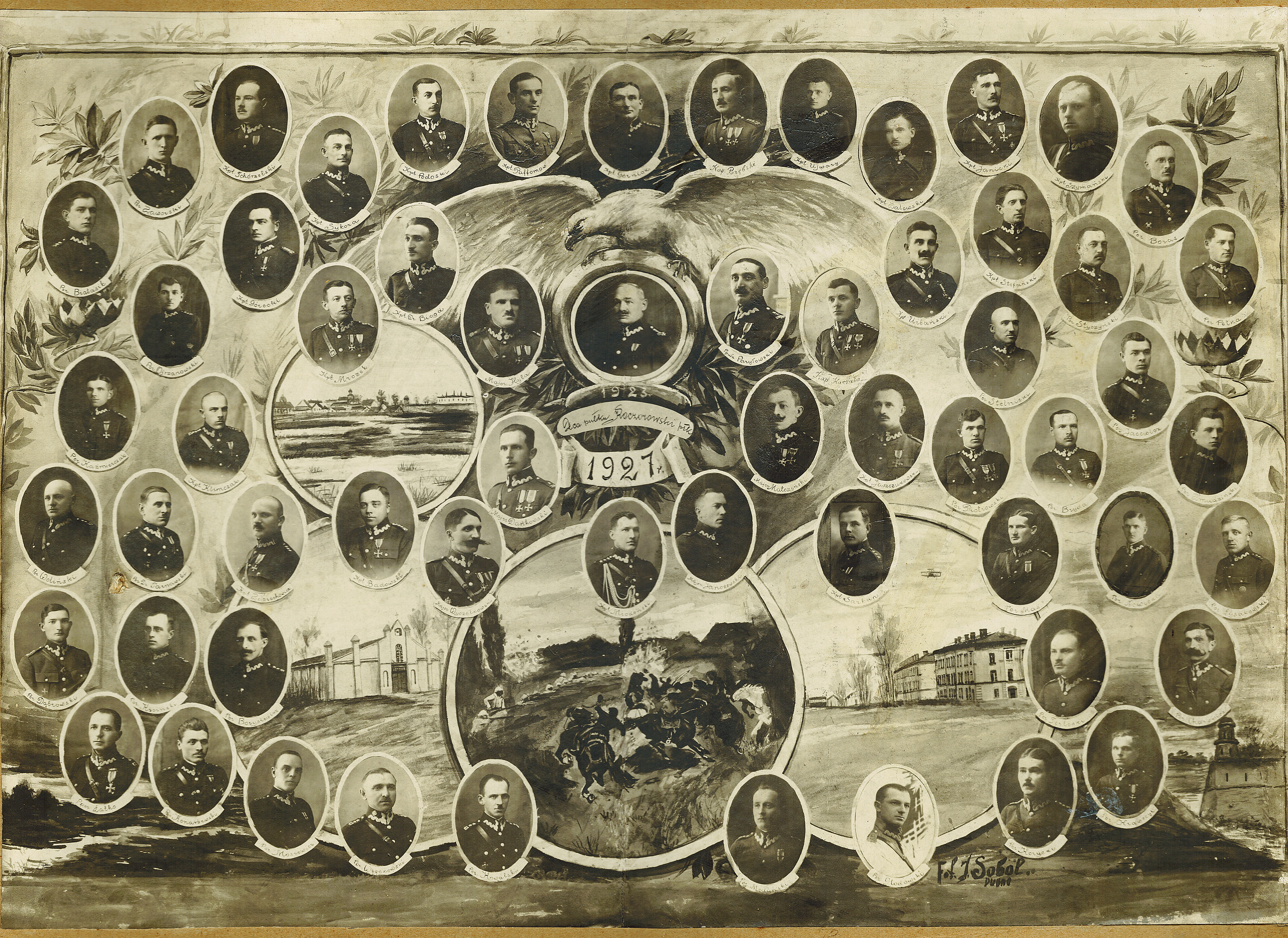
Tablo oficerów 43 pp z 1927 roku

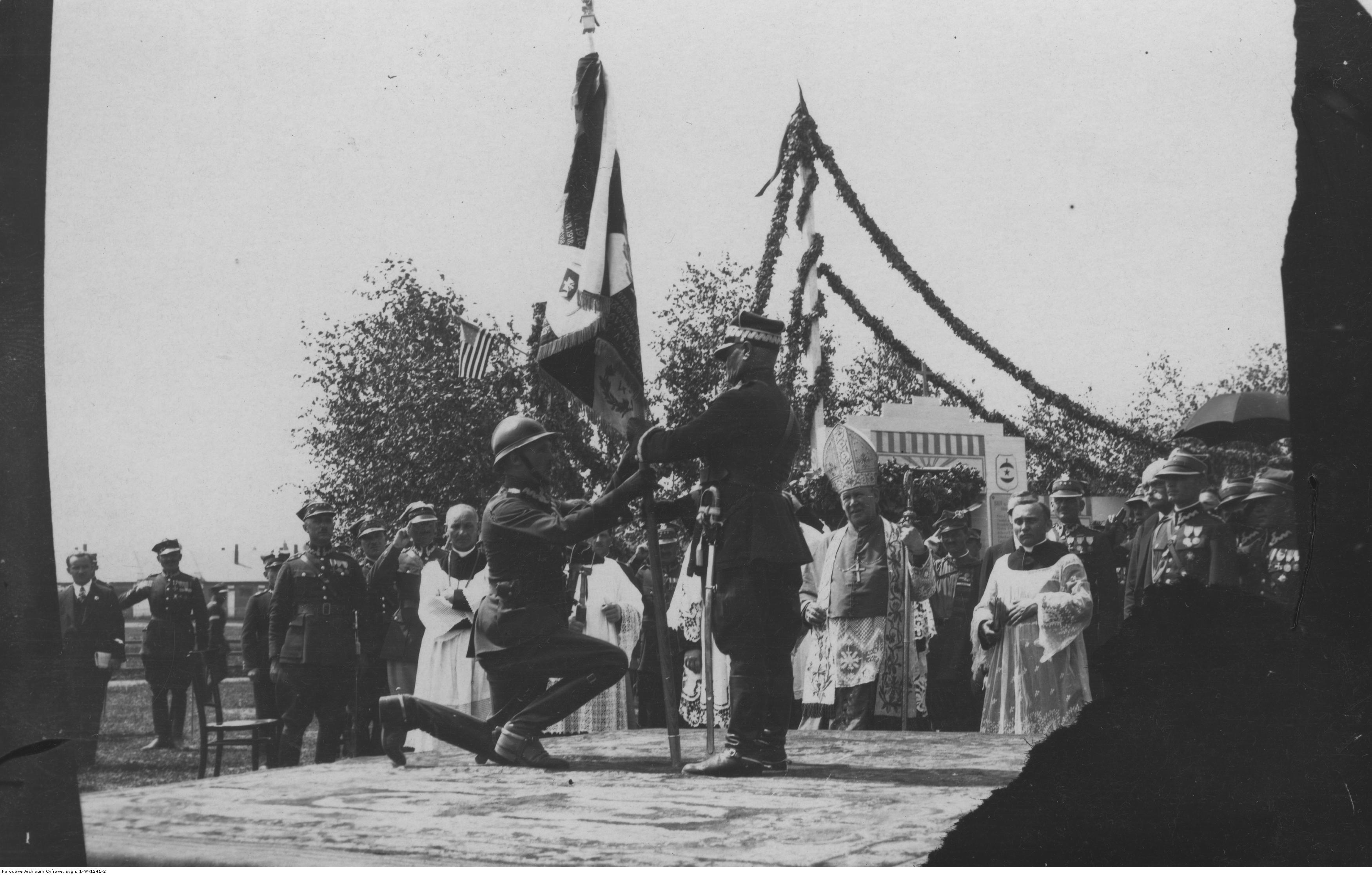
Wręczenie sztandaru 43 pułkowi piechoty w Dubnie

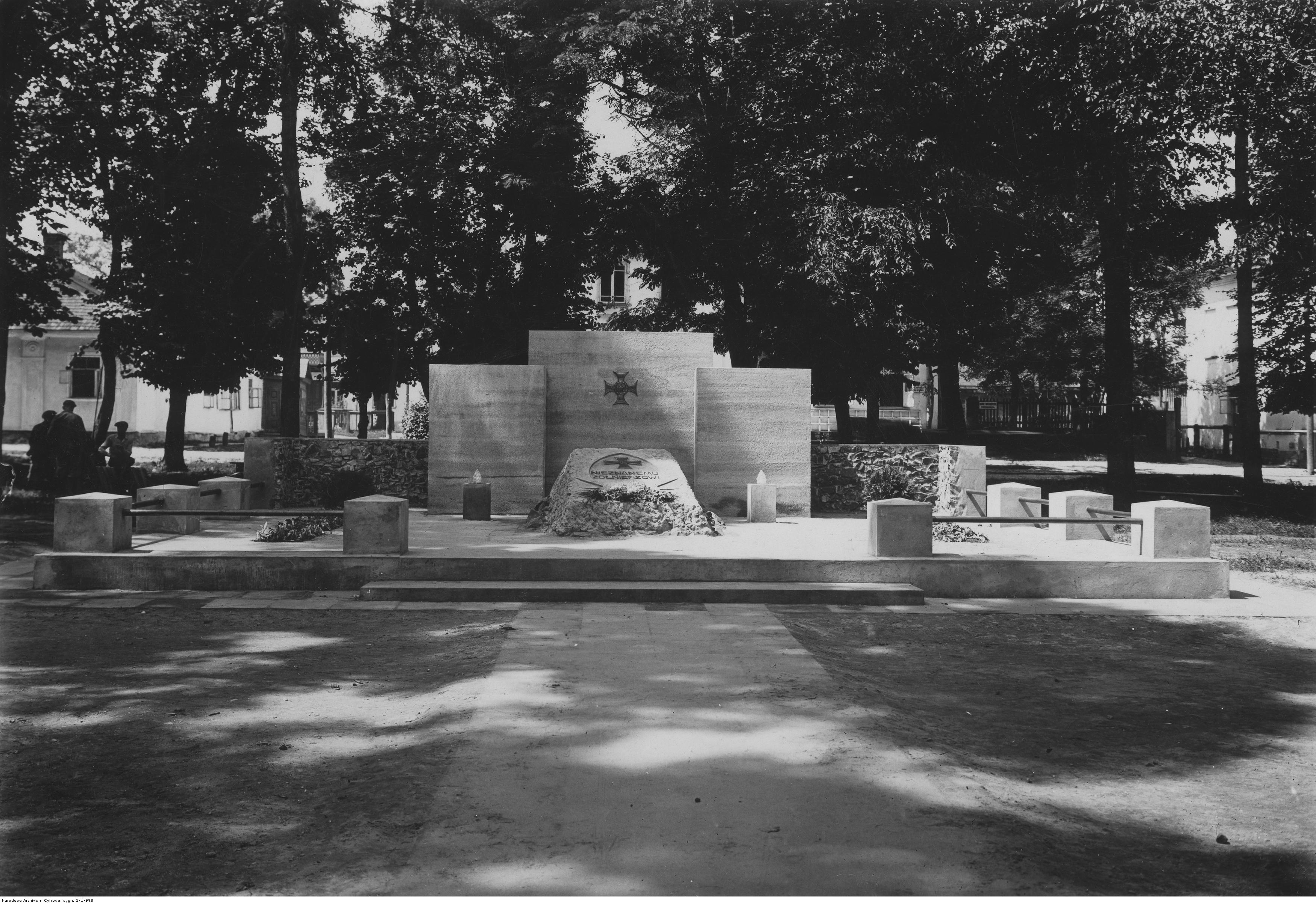
Pomnik Nieznanego Żołnierza w Dubnie

W okresie międzywojennym 43 pułk piechoty stacjonował w garnizonie Dubno, a batalion zapasowy w Kowlu, na terenie Okręgu Korpusu Nr II. Drugi batalion miał swój garnizon w Brodach, eksterytorialnie, na terenie Okręgu Korpusu Nr VI.

Do 1924 roku pułk obchodził swoje święto 10 stycznia, w rocznicę powstania 1 pułku strzelców polskich. W 1924 roku Minister Spraw Wojskowych zmienił datę święta pułkowego na dzień 25 lipca, rocznicę bitwy stoczonej przez 1 pułk strzelców polskich w 1918 roku pod Saint Hillaire le Grand k. Reims w Szampanii. 19 maja 1927 roku Minister Spraw Wojskowych marszałek Polski Józef Piłsudski ustalił i zatwierdził dzień 25 lipca, jako datę święta pułkowego.
Na podstawie rozkazu wykonawczego Ministerstwa Spraw Wojskowych do Departamentu Piechoty o wprowadzeniu organizacji piechoty na stopie pokojowej PS 10-50 z 1930 roku, w Wojsku Polskim wprowadzono trzy typy pułków piechoty. 43 pułk piechoty zaliczony został do typu I pułków piechoty (tzw. „normalnych”). W każdym roku otrzymywał około 610 rekrutów. Stan osobowy pułku wynosił 56 oficerów oraz 1500 podoficerów i szeregowców. W okresie zimowym posiadał batalion starszego rocznika, batalion szkolny i skadrowany, w okresie letnim zaś batalion starszego rocznika i dwa bataliony poborowych.
5 kwietnia 1929 Minister Spraw Wojskowych nadał 43 pułkowi piechoty nazwę „43 pułk piechoty Legionu Bajończyków”.
W 25 rocznicę powstania na święcie pułkowym (ostatnim) 25 lipca 1939 otrzymał nazwę 43 pułk strzelców Legionu Bajończyków.
| Obsada personalna i struktura organizacyjna w marcu 1939 | Obsada personalna i struktura organizacyjna w marcu 1939 |
| Stanowisko                                               | Stopień, imię i nazwisko                                 |
| Dowództwo                                                | Dowództwo                                                |
| -------------------------------------------------------- | -------------------------------------------------------- |
| dowódca pułku                                            | ppłk Franciszek Kubicki                                  |
| I zastępca dowódcy                                       | ppłk Stanisław Undas                                     |
| adiutant                                                 | kpt. Jan Paweł Kaucz                                     |
| starszy lekarz                                           | kpt. lek. dr Bolesław Kamiński                           |
| oficer placu Dubno                                       | kpt. adm. (piech.) Franciszek Górecki                    |
| II zastępca dowódcy (kwatermistrz)                       | ppłk Józef Owczarski                                     |
| oficer mobilizacyjny                                     | kpt. adm. (piech.) Władysław Jezierski                   |
| zastępca oficera mobilizacyjnego                         | kpt. adm. (piech.) Antoni Pełka                          |
| oficer administracyjno-materiałowy                       | kpt. Władysław Kanicki                                   |
| oficer gospodarczy                                       | por. int. Stanisław Garbarczyk                           |
| oficer żywnościowy                                       | kpt. Antoni Alojzy Ptasznik                              |
| oficer taborowy                                          | kpt. adm. (piech.) Juliusz Müller                        |
| kapelmistrz                                              | por. kplm. Jozef Wilczek                                 |
| dowódca plutonu łączności                                | kpt. Stanisław V Krawczyk                                |
| dowódca plutonu pionierów                                | por. Bolesław Bylczyński                                 |
| dowódca plutonu artylerii piechoty                       | kpt. art. Józef Grzywacz                                 |
| dowódca plutonu ppanc.                                   | por. Franciszek Karwacki                                 |
| dowódca oddziału zwiadu                                  | por. Franciszek Wiewiórka                                |
| I batalion                                               |                                                          |
| dowódca batalionu                                        | vacat                                                    |
| dowódca 1 kompanii                                       | kpt. Stanisław VIII Piotrowski                           |
| dowódca plutonu                                          | ppor. Jan Drechny                                        |
| dowódca plutonu                                          | ppor. Zbigniew Józef Hruby                               |
| dowódca 2 kompanii                                       | kpt. Stanisław Borczyk                                   |
| dowódca plutonu                                          | por Kazimierz Woźniak                                    |
| dowódca plutonu                                          | ppor. Zygfryd Hennenegild Jaworski                       |
| dowódca plutonu                                          | ppor. Franciszek Omilon                                  |
| dowódca 3 kompanii                                       | kpt. Antoni Eugeniusz Kłosowski                          |
| dowódca plutonu                                          | por. Jan I Wójtówicz                                     |
| dowódca plutonu                                          | ppor. Stanisław Jan Rosół                                |
| dowódca 1 kompanii km                                    | kpt. Jan Radzik                                          |
| dowódca plutonu                                          | ppor. Henryk Aleksander Jankiewicz                       |
| dowódca plutonu                                          | ppor. Franciszek Piechówicz                              |
| II batalion                                              |                                                          |
| dowódca batalionu                                        | ppłk Władysław Warchoł                                   |
| adiutant dowódcy batalionu                               | kpt. Franciszek Teodor Knapik                            |
| pomocnik dowódcy batalionu ds. gosp.                     | kpt. adm. (piech.) Kamil Rafał Sykora                    |
| oficer gospodarczy batalionu                             | kpt. int. Władysław Grzymkowski                          |
| lekarz batalionu                                         | por. lek. Stefan Leszek Marciniak                        |
| dowódca 4 kompanii                                       | kpt. Tadeusz Dębski                                      |
| dowódca plutonu                                          | ppor. Jerzy Jan Godorowski                               |
| dowódca 5 kompanii                                       | kpt. Aleksander Zawada                                   |
| dowódca plutonu                                          | ppor. Robert Sawicki                                     |
| dowódca 6 kompanii                                       | kpt. Mieczysław Malinowski                               |
| dowódca plutonu                                          | por. Józef Pawlak                                        |
| dowódca plutonu                                          | ppor. Jozef Krężel                                       |
| dowódca 2 kompanii km                                    | kpt. Zygmunt Jędryszek                                   |
| dowódca plutonu                                          | por. Paweł Górski                                        |
| III batalion                                             |                                                          |
| dowódca batalionu                                        | mjr Feliks Miklas                                        |
| dowódca 7 kompanii                                       | kpt. Stanisław Krawczyk                                  |
| dowódca plutonu                                          | por. Mieczysław Jan Dziurzyński                          |
| dowódca plutonu                                          | por. Antoni Szczurowski                                  |
| dowódca 8 kompanii                                       | kpt. Stanisław Sosnowski                                 |
| dowódca plutonu                                          | ppor. Michał Zieliński                                   |
| dowódca plutonu                                          | ppor. Władysław Żebrowski                                |
| dowódca 9 kompanii                                       | por. Zbigniew Tadeusz Dubicki                            |
| dowódca plutonu                                          | ppor. Stanisław Cioch                                    |
| p.o. dowódcy 3 kompanii km                               | por. Wilhelm Jurago                                      |
| dowódca plutonu                                          | por. Kazimierz Kowalewski                                |
| dowódca plutonu                                          | ppor. Klemens Puzynowski                                 |
| na kursie                                                | por. Władysław Mazur                                     |
| odkomenderowany                                          | por. Tadeusz Bryłka                                      |

## 43 pp w kampanii wrześniowej

### Mobilizacja
13 sierpnia 1939 o godz. 22.00 43 pp otrzymał rozkaz o mobilizacji alarmowej. Pułk rozpoczął mobilizację niezwłocznie w garnizonie Dubno i Brody. W Dubnie w ramach mobilizacji alarmowej w grupie czerwonej w czasie od A+20 do A+48 został zorganizowany do stanów wojennych 43 pp strzelców Legionu Bajończyków, przy czym organizowany był od podstaw II batalion pułku. W miejsce mobilizującego się w Brodach na bazie stacjonującego tam II batalionu 43 pp, w ramach grupy zielonej w czasie Z+32 11 batalionu strzelców. Dodatkowo w Dubnie na bazie 43 pp została zmobilizowana, dywizyjna samodzielna kompania km i broni towarzyszącej nr 22, w czasie A+44.
Mobilizacja przebiegła zgodnie z planem. 15 sierpnia pułk osiągnął gotowość marszową. 16 sierpnia pułk został załadowany do transportów kolejowych i odjechał w kierunku Bydgoszczy do miejsca koncentracji 13 Dywizji Piechoty. 18 sierpnia transporty pułku dojechały do miejsca przeznaczenia i zostały zakwaterowane: dowództwo 43 pp w Fordonie, pododdziały specjalne pułku w Fordonie i Fordonku, I i II batalion w Maksymilianowie, III batalion w kolonii Fordon. 43 pp jak i cała 13 DP weszły w skład Korpusu Interwencyjnego. Od 20 sierpnia I i III bataliony prowadziły rozbudowę fortyfikacyjną na odcinku Koronowo, II batalion i pułkowe pododdziały specjalne prowadziły szkolenie.

### Działania bojowe 43 pp
1 września o świcie 43 pp znajdował się w rejonach wcześniej zajętych na kwatery. O godz. 9.30 ppłk Franciszek Kubicki otrzymał rozkaz załadunku pułku do transportów kolejowych. Oddziały pułku maszerujące do stacji załadowczej zostały zbombardowane. W godz. 13.00-15.00 na stacji Fordon załadowały się I i III bataliony oraz kompania przeciwpancerna i pluton artylerii piechoty, na stacji Dąbrowa Chełmińska załadowało się dowództwo pułku, II batalion i pozostałe pododdziały specjalne. Stacje załadowcze również bombardowano, jak i przelotową Bydgoszcz Wschodnia podczas przejazdu transportów. 2 września pociągi z pułkiem oczekiwały na bocznych torach na naprawę linii kolejowej Solec Kujawski- Toruń. Kolejne bombardowania stacji we Włocławku, Kutnie Łowiczu, spowodowały że transporty jechały z przerwami. Poniesiono straty w rannych żołnierzach i koniach. 3 września pociągi zostały zbombardowane w na stacji w Koluszkach, po dojechaniu do Rokicin o godz. 7.00 wyładowano dowództwo 43 pp wraz z pododdziałami specjalnymi pułku, około południa I batalion, o godz. 15.00 kompanię przeciwpancerna i pluton artylerii piechoty, a o godz. 17.00 II batalion. Przed zmierzchem pułk zebrał się w kolonii Rokicin. Pułk jak i dywizja otrzymały małą ilość map terenów gdzie się wyładował i miał ewentualnie wejść do walk. Na rozkaz dowódcy Piechoty Dywizyjnej 13 DP płk. Wacława Szalewicza, 4 września od godz. 1.00 do świtu maszerował w rejon Tomaszów Mazowiecki-Ujazd. I batalion z plutonem ppanc. zatrzymał się w lesie Sangródź, dowództwo pułku i pododdziały specjalne pułku we wsi Tobiasze, III dywizjon 13 pułku artylerii lekkiej bez baterii, II batalion z plutonem ppanc. w lesie Pudło. Od świtu 4 września niemieckie lotnictwo bombardowało Tomaszów Mazowiecki i jego okolice. W rejonie postoju pułk na rozkaz dowódcy dywizji podjął organizację obrony. 5 września o godz. 7.00 na północ od Tomaszowa Maz. wyładował się III batalion, dowódca pułku skierował batalion do Ujazdu.

#### Bitwa pod Tomaszowem Mazowieckim
13 DP nakazano utrzymanie gotowości do uderzenia na Piotrków Trybunalski, obronę lasów na północ i północny zachód od Tomaszowa Maz. i Ujazdu oraz osłonę linii rzeki Wolbórki celem zabezpieczenia prawego skrzydła Odwodowej Armii „Prusy”. Dowódca armii gen. dyw. Stefan Dąb-Biernacki bezwzględnie narzucał swoje decyzje, sam określał zadania pułków oraz sam wskazywał rozmieszczenie pułków w terenie. Na planowanej rubieży ubezpieczeń nakazał zorganizować główną linię obrony, szeroką na 14 kilometrów. Utworzył dwa ośrodki oporu 43 pp i 45 pułku piechoty, pomiędzy nimi powstała luka szerokości 9 kilometrów na pozycji pomiędzy II batalionem 43 pp a 45 pp oraz bliżej Tomaszowa Maz. w oddziałach na głównej pozycji obrony, 3 kilometry pomiędzy I batalionem 43 pp a 45 pp. 5 września o godz. 10.00 dowódca 13 DP na rozkaz dowódcy armii rozkazał wysunąć II/43 pp wraz z plutonem artylerii piechoty 43 pp na przedpole w rejon zachodniego skraju lasu Wólka Krzykowska. Za nim w odległości 8 kilometrów rozwinięto na prawym skrzydle pułku, III/43 pp na północ i zachód od Ujazdu, I/43 pp na lewym skrzydle na skraju lasu Sangródź. Przydzielony jako wsparcie do 43 pp, III dywizjon 13 pułku artylerii lekkiej zajął stanowiska na północnym skraju lasu koło Przesiadłowa. Wobec dużej odległości od I i III batalionów wynoszącej 6-7 kilometrów nie mógł ich efektywnie wspierać, a do stanowisk II batalionu umiejscowionych w odległości 12 kilometrów, jego ostrzał nie sięgał. Do obrony ppanc. wyznaczono pluton artylerii piechoty i kompanię ppanc. 43 pp. Jako odwód dowódca pułku zastrzegł sobie, 8 kompanię strzelecką. Jako ubezpieczenie prawego skrzydła III batalionu 43 pp wyznaczył drużynę kolarzy i sekcję konnych zwiadowców z kompanii zwiadu 43 pp. Dodać należy, że na prawym skrzydle pułk nie sąsiadował z żadną jednostką, było ono odsłonięte. Tabory pułku zostały rozmieszczone w lesie Nadleśnictwa Lubochnia. Dalekie przedpole ubezpieczała kawaleria dywizyjna 13 DP i dywizyjna 22 kompania kolarzy. Nocą 5/6 września przez pozycje pułku przejechały tabory i przeszli żołnierze 19 Dywizji Piechoty i 29 Dywizji Piechoty przemieszani z ludnością cywilną. Grupy te były bombardowane w trakcie przejazdu i przemarszu, wywoływały zamieszanie na pozycjach pułku. Wieczorem 5 września po zdobyciu Piotrkowa w kierunku Tomaszowa Maz. zaczęła się przemieszczać niemiecka 1 Dywizja Pancerna, natomiast przez lukę w froncie pomiędzy Armią „Prusy” i Armią „Łódź” na północ od Piotrkowa w kierunku na Będków przemieszczała się część sił niemieckiej 4 Dywizji Pancernej.
Od wieczora 5 września niemieckie patrole i oddziały rozpoznawcze nawiązały walkę z wysuniętymi na przedpole pododdziałami rozpoznawczymi 13 DP, kolarzami i kawalerią dywizyjną. W nocy 5/6 września pozycje obronne 43 pułku rozpoznawały niemieckie patrole rozpoznawcze, nawiązały kontakt z wysuniętym na pozycję osłonową II batalionem pułku oraz penetrowały lukę pomiędzy 43 i 45 pułkami piechoty. Od świtu 6 września niemieckie lotnictwo nurkujące bombardowało stanowiska II/43 pp i rejon na zachód od Tomaszowa Mazowieckiego. O godz. 10.00 niemiecka piechota i czołgi uderzyły ze strony północno wschodniej na II/43 pp i skrzydło III/43 pp. Niemieckie natarcia do godz. 12.00 odparto, pluton ppanc. przydzielony do II/43 pp unieruchomił 5 niemieckich czołgów. Stwierdzono, że część niemieckich oddziałów skierowała się w lukę pomiędzy 43 i 45 pp. Około godziny 12.00 na prawym skrzydle w linie II batalionu wdarła się niemiecka piechota z 16 czołgami. Kontratak dwóch plutonów odwodowych II batalionu, w tym w walce wręcz i na białą broń doprowadziły ok. godz.13.00 do wyparcia niemieckiej piechoty ze stanowisk batalionu. Obie armaty plutonu artylerii piechoty 43 pp strzelające ogniem na wprost unieszkodliwiły 10 niemieckich czołgów. II batalion utracił wielu poległych, wśród nich dowódcę 4 kompanii strzeleckiej por. Jana Wójtowicza. Rannych zostało jeszcze większa ilość żołnierzy, lżej ranni byli odsyłani do I batalionu, wśród tak wielu rannych był dowódca 5 kompanii strzeleckiej por. Bolesław Bylczyński. Utracono jedną z armat artylerii piechoty. Ostrzał niemieckiej artylerii podpalił zabudowania w Sangrodziu, Ujeździe i Przesiadłowie. Około godz. 14.00 prawe skrzydło III batalionu objechało zgrupowanie niemieckie wraz z 25 czołgami kierujące się na Niewiadów i las na północ od Skrzynek. O tej samej godzinie niemieckie czołgi z piechotą ponownie wdarły się na prawe skrzydło II batalionu i ponownie zostały oddziały niemieckie kontratakiem wyparte ze stanowisk. Zaczęła szwankować łączność telefoniczna, uszkodzeniom uległy radiostacje na skutek ostrzału artylerii i bombardowań lotniczych.
O godz. 15.00 oddziały niemieckiego XVI Korpusu Armijnego (mot.) podjęły skoordynowane natarcie na całości swojego pasa natarcia, wsparte ostrzałem artylerii i moździerzy oraz uderzeniami lotnictwa bombowego nurkującego. Uderzenie lotnictwa niemieckiego objęły stanowiska I i II batalionów pułku, III dywizjonu 13 pal oraz tabory w lesie Ujazd. W lukę pomiędzy 43 pp i 45 pp, na południe od stanowisk II batalionu wjechały dwa zgrupowania czołgów z 4 Dywizji Pancernej. Jedno ze zgrupowań obeszło lewe skrzydło II/43 pp i wyszło przed stanowiska I batalionu. II/43 pp został w całości związany walką, w której poniósł dalsze ciężkie straty i został okrążony. Niemieckie zgrupowanie pancerne uderzyło na stanowiska I/43 pp około godz. 17.00 włamało się w lewe skrzydło obrony batalionu. Kontratak 1 kompanii strzeleckiej i starcie w walce wręcz na białą broń odrzuciło niemiecką piechotę i zmusiło do wycofania czołgi. Około godz. 17.30 w lukę pomiędzy 43 pp i 45 pp wjechało od 200 do 300 czołgów z 4 i 1 Dywizji Pancernych, które rozdzieliły się na grupy bojowe i uderzyły na I batalion 43 pp punkty obserwacyjne i stanowiska ogniowe II/13 pal oraz 45 pp. I/43 pp odparł wszystkie natarcia niemieckie unieruchamiając 4 czołgi. Czołgi niemieckie zlikwidowały punkty obserwacyjne II13 pal, rozbiły 6 haubic II dywizjonu, kolejne dwie haubice strzałami na wprost unieszkodliwiły 5 czołgów. Z II/13 pal zdołano wycofać 6 haubic. Po rozbiciu II/13 pal czołgi wjechały do lasu Lubochnia, gdzie rozproszyły tabory i siejąc panikę w oddziałach tyłowych i odwodowych spowodowały ucieczkę taborów. Jedno ze zgrupowań czołgów wraz piechotą uderzyło na kwaterę dowództwa 43 pp w Tobiaszach, której obronę podjęły pluton przeciwgazowy i pluton łączności z działonem ppanc. unieruchamiając 1 czołg.
Odtworzono łączność z batalionami I i III. Strzelcy Legionu Bajończyków utrzymał wszędzie swoje stanowiska obronne, podobnie jak 45 pp. Natomiast artyleria i odwodowy 44 pp wobec, ataku niemieckich czołgów i piechoty zmotoryzowanej z 4 Dywizji Pancernej i 1 Dywizji Pancernej poniosły straty i uległy częściowemu rozproszeniu. 13 DP poprzez połączenie oddziałów obu dywizji XVI KA (mot.) została rozcięta. Po zmroku aktywne walki ustały, oddziały niemieckie okopały się i zajęły obronę na noc w północnej części Tomaszowa Maz., ich pododdziały patrolowały szosę Ujazd-Lubochnia. Z II batalionem dowódca pułku nie miał łączności. 43 pułk strzelców Legionu Bajończyków otrzymał rozkaz wycofania się w nocy 6/7 września do lasów na wschód od Skrzynek, I/43 pp na południe od szosy Ujazd-Lubochnia, a III/43 na północ od szosy Ujazd-Lubochnia. Dowództwo pułku pododdziały pułkowe specjalne i II/43 miały przejść do lasu na południe od folwarku Dębniak koło Sangrodza. Dowódca pułku do każdego batalionu wysłał oficerów łącznikowych z dowództwa pułku, I i III bataliony rozpoczęły marsz o godz. 22.00. Rozkaz nie dotarł do większości II batalionu, odmarsz na nowe miejsce zbiórki otrzymała połowa 5 kompanii strzeleckiej, z 2 kompanii ckm, jeden pluton ckm i pluton moździerzy oraz pluton artylerii piechoty z ocalałą armatą. O świcie 7 września większość II/43 pp była dalej na stanowiskach obronnych, po zorientowaniu się o odejściu pułku w nowe rejony, II batalion podjął marsz ubezpieczony. Pod Ujazdem maszerujące kompanie II batalionu zaskoczyło 25 czołgów niemieckich i całkowicie rozbiło, część dostała się do niewoli, resztki przedarły się do pułku, a duża grupa pomaszerowała do Warszawy. Podczas przedzierania się I, III i niewielkiej części II batalionu do pułku przybył dowódca PD 13 DP płk Wacław Szalewicz z rozkazem dowódcy armii gen. dyw. Stefana Dąba-Biernackiego nakazującemu zmianę trasy odwrotu pułku i dywizji ogólnie za Pilicę, przejść miał szosą do Spały przez Lubochnię i dalej w lasy spalskie. Zmiana rozkazu dotarła do maszerujących batalionów po północy. Przedzierające się bez map bataliony, przez niemieckie placówki i ubezpieczenia błądziły i pogubiły część żołnierzy. Mjr. Feliks Miklas pozostał w tyle by odszukać zagubioną 9 kompanię strzelecką, gdy wraz z nią około godz. 11.00 7 września dotarł w okolice Lubochni, napotkał tam liczne czołgi niemieckie, ocenił sytuację tak, że nie zdoła dołączyć do własnej dywizji. Więc z 9 kompanią pomaszerował do Warszawy, gdzie przybył kilka dni później. 9 kompania strzelecka por. Jerzego Iwińskiego w Warszawie została przemianowana na 2 kompanię strzelecką IV batalionu 360 pułku piechoty, a mjr. Franciszek Miklas objął dowództwo nad I batalionem 336 pułku piechoty.

#### Walki w trakcie odwrotu ku Wiśle
7 września o godz. 7.00 skrzyżowanie szosy z torem kolejowym koło Spały osiągnęło dowództwo pułku, pododdziały pułkowe specjalne, I batalion, pozostałość II batalionu z kpt. Antonim Kłosowskim, III batalion bez 9 kompanii strzeleckiej z plutonem ckm i dowódcy batalionu mjr. Feliksa Miklasa. Po godzinie 7.00 maszerujący pułk był ostrzeliwany przez niemiecką artylerię i atakowany przez lotnictwo w wyniku czego utracił 26 zabitych i rannych i oraz dużą część koni. 43 pułk przemieszczał się trasą przez: Królową Wolę, Inowłódz, Giełzów do lasu Nadleśnictwa Brudzewice. Do obrony mostu na Pilicy w Inowłódzu dowódca pułku wyznaczył pluton strzelecki, pluton ckm i pluton ppanc. z dwoma armatami ppanc. Pododdział bronił mostu przed niemieckimi oddziałami rozpoznawczymi do godz.17.00, niszcząc w walce 3 czołgi, kilka samochodów pancernych. Stracił jednak 80% stanu osobowego, ckm i armatę ppanc. Po odejściu pododdziału most o godz. 17.20 wysadzono. Niemiecka artyleria ciężka w nocy ostrzeliwała drogi w lesie Brudzewice, siejąc panikę wśród rozbitków i taborów. O godz. 11.00 pułk osiągnął rejon postoju w lesie Brudzewice. Zebrały się tam główne siły pułku liczące około 1000 żołnierzy, w składzie dowództwo pułku, większość pododdziałów specjalnych pułku, I i większość III batalionu pod dowództwem kpt. Stanisława Krawczyka i pozostałości II batalionu. Uzbrojone łącznie w 2 armaty polowe, 5 armat ppanc., 22 ckm. Żołnierz pułku byli zmęczeni i głodni, brakowało im wody.
Wycofujące się tabory 19 i 29 DP utworzyły zator na leśnej drodze długości 12 kilometrów. Pułk otrzymał zadanie marszu w rejon Borowiec, Waliska z zadaniem zamknięcia dróg z Nowego Miasta nad Pilicą na południe. Trwający bałagan potęgowali liczni dywersanci ostrzeliwujący oddziały. Panikę spowodowały też czołgi 7 TP 1 batalionu czołgów lekkich, o których nikt nie poinformował żołnierzy. Po zmroku pułk miał podjąć marsz, lecz powstała panika związana z polskimi czołgami doprowadziła artylerzystów 13 pal do otwarcia niecelnego ognia do czołgów. Po wyjaśnieniu pomyłki upłynęło jeszcze kilka godzin na uspokojenie objawów paniki. Z powodzeniem sili zamęt dywersanci ostrzeliwując i obrzucając granatami formujące się kolumny marszowe. III batalion z sukcesem zwalczał dywersantów niemieckich zrzuconych na spadochronach w rejon lasów brudzewickich biorąc do niewoli dwóch z nich. Z opóźnieniem dostarczono rozkazy do marszu dla pododdziałów pułku w rezultacie I/43 pp wyruszył o godz. 2.00 8 września, po polach na przełaj. Niektóre pododdziały zagubiły się.
Po dotarciu do lasu Waliska, rano 8 września ppłk Franciszek Kubicki włączył pozostałości II batalionu w skład III batalionu. Do III/43 o godz. 10.00 przydzielono pluton czołgów z 1 bczl. I/43 pp o świcie 8 września został zaatakowany przez grupy dywersantów i pojazdy pancerne z niemieckiej 13 Dywizji Piechoty Zmotoryzowanej, później do walki włączyła się 1 kompania czołgów 1 bczl na skraju lasu Odrzywół. I batalion został rozbity i rozproszony, natomiast 1 kompania 1 bczl w walce unieruchomiła 10 niemieckich pojazdów pancernych, ze stratą własnych 5 czołgów. Zbierający się w lesie Wasilków 43 pp zaobserwował maszerujące kolumny czołgów i pojazdów pancernych kierujące się przez Nowe Miasto w kierunku Grójca, co powodowało oskrzydlenie zbierających się oddziałów północnego zgrupowania Armii „Prusy”. 8 września po południu pułk stanął na wschód od Klwowa, dołączały grupy żołnierzy z rozbitego I batalionu i innych zagubionych w lasach brudzewickich pododdziałów. 13 DP po godz. 19.00 podjęła przygotowania do marszu po piaszczystych bezdrożach przez Ulów, Antonówkę do Dąbrówki i lasu na północny zachód od tej wsi. Wyruszyła z opóźnieniem około godz.23.00, straż tylną dywizji miał zapewnić 43 pp ograniczony faktycznie do liczebności III batalionu i pododdziałów specjalnych pułkowych, wzmocnionych plutonem czołgów i baterią artylerii 13 pal. Marsz kolumny oznaczali dywersanci podpalając stogi i zabudowania w odległości 2-3 kilometrów od osi marszu kolumn. Przed południem 9 września 43 pp dotarł do lasów koło Stawiszyna i Dąbrówki, wystawił ubezpieczenia oraz środki ppanc. na drogach (czołgi, armaty i armaty ppanc.). Stwierdzono intensywne loty niemieckiego lotnictwa rozpoznawczego. O godz. 18.00 do ponownego marszu ku Wiśle po trasie Dąbrówka, Pągowiec, Dobieszyn, Głowaczów, Ryczywół do mostu w Maciejowicach na Wiśle, wyruszyła straż przednia 13 DP wraz z taborami. O godz. 23.00 wyruszyła straż tylna, którą stanowił jak poprzednio 43 pp z plutonem czołgów z 1 bczl i baterią artylerii 13 pal.
Straż przednia dywizji, 44 pp i czołgi 1 bczl stoczyły bój o Głowaczów zdobywając go z rąk oddziału mieszanego z niemieckich 13 DPZmot. 1 Dywizji Lekkiej. Reszta sił 13 DP obeszła Głowaczów od północy poprzez: Lipę, Emilów i Michałów docierając ok. godz. 10.00 10 września do lasów Wygoda koło Studzianek. 43 pp zajął jako miejsce postoju las koło Studzianek, dowództwo pułku zatrzymało się w gajówce Wygoda. Rozkazem dowódcy dywizji płk dypl. Władysława Kalińskiego nakazano zniszczyć broń ciężką i tabory. Jednak dowódcy oddziałów intuicyjnie całej broni ciężkiej nie zniszczyli. Nocą 10/11 września 13 DP podjęła marsz do Wisły celem dokonania przeprawy na jej prawy brzeg, dysponowano niewielką ilością środków przeprawowych. O godz. 21.00 za transportem rannych do rzeki pomaszerował 43 pp. Maszerujące oddziały dywizji zostały wykryte przez oddziały niemieckie i ostrzelane ogniem artylerii. Wywołało to zamieszanie i pobłądzenie części oddziałów. Jako zwarty oddział nad rzekę dotarł o godz. 6.00 43 pp. Pomiędzy Magnuszewem a Ryczywołem natychmiast z marszu podjął przeprawę na dwóch członach pontonowych i gumowej łodzi, a także na środkach podręcznych. Ubezpieczył przeprawę trzema plutonami strzelców każdy z dwoma ckm i dodatkowo z dwoma zachowanymi armatami ppanc. Obronę plot. przeprawy miało zapewnić następnych zachowanych pomimo rozkazu zniszczenia, 6 ckm. W pierwszej kolejności przeprawiono rannych, następnie sukcesywnie pododdziały pułku. Do przeprawy z prawego brzegu dołączono kilka łódek od miejscowej ludności. Około godz. 10.00 od Ryczywołu i Głowaczowa rozpoznawały brzeg rzeki niemieckie oddziały rozpoznawcze z 1 DLek. atakując rejon przeprawy. Od strony południowej bronił się pluton ppor. Kazimierza Wójcika, a od strony północnej pluton sierż. Jana Pilcha. Czaty te obroniły rejon przeprawy przed oddziałami niemieckimi ponosząc straty rzędu 60-80% stanów osobowych. Rejon przeprawy ostrzelały samoloty niemieckie, odpędzone ogniem ckm. Wszyscy żołnierze, którzy znaleźli się w rejonie przeprawy do wieczora 11 września zostali ewakuowani na prawy brzeg Wisły. Na prawym brzegu Wisły zebrano około 1500 żołnierzy 13 DP, większość z nich pochodziła z 43 pp drobne grupki jeszcze przeprawiały się w następnych dniach.

#### Na wschodnim brzegu Wisły
Po przeprawie pułk dotarł do Samogoszczy, punktu zbiórki 13 DP. Część żołnierzy pomaszerowała do garnizonów pokojowych, w tym Kawaleria Dywizyjna 13 DP. 12 września wystawiono patrole nad Wisłę, aby zbierać przeprawiających się żołnierzy do punktu zbiórki pułku. Wysyłano z pułku i dywizji delegatów, by zbierać żołnierzy z przeprawiających się z Garwolina i Łaskarzewa. Zebrano ogółem 1260 żołnierzy pułku. Odtworzono dowództwo pułku, pluton łączności ze stacją N2, część plutonu pionierów, z kompanii zwiadu drużynę kolarzy i nie mniej niż dwie sekcje konne, kompania ppanc. bez armat, część I batalionu bez dowódcy batalionu, II batalion z częścią 2 kompanii ckm z 3 ckm i część 6 kompanii strzeleckiej, większość III batalionu bez 9 kompanii strzeleckiej, część kwatermistrzostwa. 13 DP objęła odcinek obronny nad Wisłą. Pododcinkiem „Podwierzbie” obsadzono III batalionem bez kompanii, pododcinek „Kraski Górne” obsadził jeden pluton z III batalionu ppor. Stanisława Rosoła i doraźnie zebrane pododdziały. Od 13 września 13 DP wraz z oddziałem rtm. Salomona dozorowała Wisłę na długości 15 kilometrów. 43 pp sformował batalion piechoty, z resztek 44 pp i 45 pp oraz kompanii I batalionu 145 pułku piechoty sformowano batalion piechoty kpt. Rzeczkowskiego. ścigano wszelką broń, w tym zza rzeki porzuconą w postaci 1 lkm, 1 granatnik, 200 granatów ręcznych, 6 bębnów kabla, 2 telefony polowe rakietnicę ze 120 nabojami, kuchnię polową i 12 koni. Chłopi z Powierzbna z własnej inicjatywy przeprawili dwie armaty kal. 75 mm, które utworzyły pluton artylerii kpt. Wilhelma Pałki. 15 i 16 września kompanie zbiorcze 44 i 45 pp oraz oddział rtm. Salomona stoczyły walki z oddziałami Dywizji Pancernej „Kempf”. Niemieckie oddziały obsadzające lewy brzeg Wisły rozpoczęły budowę mostu przez Wisłę i rozpoczęły działania oddziały rozpoznawcze. Z uwagi na groźbę okrążenia dowódca 13 DP nakazał marsz w kierunku Warszawy bocznymi drogami przez Wilgę, Osieck, Ponurzycę. Odparto natarcie rozpoznawcze samochodów pancernych koło Osiecka. 18 września rano oddziały 13 DP dotarły do lasu na północ od Mlądza i rzeki Świder. W Mlądzu dowódca dywizji podjął decyzję o przebiciu się do Warszawy wzdłuż Wału Miedzeszyńskiego na Saską Kępę. Jako straż przednia wyruszył o godz. 21.30, III/43 pp bez map, poruszał się poprzez ogrodzone działki letniskowe, co opóźniało marsz. Ze względu na to i zbliżający się dzień zgrupowanie w okolicach Falenicy okopało się w obronie i zorganizowało wypiek chleba.

#### Bój pod Falenicą
Do załogi Pragi wysłano 3 oficerów w przebraniu mających poinformować o przebijaniu się oddziałów 13 DP. Oddziały z Pragi odwróciły uwagę od podchodzącej 13 DP, poprzez działania pozoracyjne 19 września rano. Lecz 13 DP nie dotarła na czas do Wału Miedzeszyńskiego. 19 września o godz. 8.00 w Falenicy otrzymano wiadomość o kierowaniu się w kierunku Falenicy od strony Michalina i Aleksandrowa oddziałów niemieckiej 11 DP i czołgów z DPanc. „Kempf”. O godz. 9.00 dotarła informacja o marszu niemieckiej piechoty z Międzylesia do Falenicy. O godz. 9.30 wyszło niemieckie natarcie od strony Michalina, a o godz. 10.00 od strony Aleksandrowa. Oba natarcia niemieckiej piechoty z czołgami odparto, od strony Michalina unieszkodliwiono 2 czołgi, a od strony Aleksandrowa 3 czołgi. Niemiecka piechota okopała się przed frontem obrony 13 DP. Niemieckie natarcie od strony południowej wsparte artylerią lekką, dostało się pod pomyłkowy ostrzał niemieckiej artylerii ciężkiej, które po 20 minutowym ostrzale wycofało się na pozycje wyjściowe. Po tym czasie artyleria niemiecka ciężka i lekka skoncentrowały ostrzał na pozycje obronne 13 DP. Od strony północnej skutecznie powstrzymał niemieckie natarcie batalion zbiorczy kpt. Rzeczkowskiego. Odcinka wschodniego dywizji bronił 43 pp. O godz. 10.00 obrona pułku załamała natarcie niemieckiej piechoty, która zaległa na przedpolu w odległości 150 m. O godz.12.30 43 pułk wykonał na przygotowującą się do natarcia piechotę niemiecką, kontratak siłami kompanii odwodowej pod dowództwem ppor. Bogdana Baranowskiego wspartej częścią zbiorczej kompanii 44 pp kpt. Parata i trzema działami. Kontratak odrzucił niemiecką piechotę zadając jej straty, zdobyto broń i amunicję, wśród poległych był ppor. Baranowski.
Po godz.13.00 pod środkowy odcinek obrony pułku podeszło zbyt blisko pozycji niemieckie natarcie, zebrane przez ppłk. Franciszka Kubickiego i adiutanta pułku, grupa składająca się z plutonu łączności, plutonu pionierów oraz personelu sztabowego i kwatermistrzowskiego wykonała kontratak pod dowództwem kpt. Krawczyka. Ponownie odrzucając piechotę niemiecką, zdobyto broń i amunicję, wśród rannych był kpt. Stanisław Krawczyk. Na odcinku północnym odparto niemieckie natarcie piechoty i czołgów niszcząc ostatnimi pociskami z dział 3 czołgi. W pułku kończyła się amunicja. Po godz.14.00 od strony wydmy na odcinku 43 pp ponownie podeszła pod linie obrony, niemiecka piechota. Dowódca pułku wyznaczył do kontrataku trzy kompanie, w tym jedną z odcinka południowego. Kontratak połączono z obrzuceniem niemieckich stanowisk granatami, pozwolił odrzucić niemiecką piechotę poza wydmę, zdobyto znaczną ilość amunicji i nieco broni. Od godz. 17.00 do zmroku wzmógł się ostrzał niemieckiej artylerii, który powodował pożary zabudowań i lasów wewnątrz stanowisk obronnych, działania utrudniał dym.
Po ustaniu niemieckich natarć i ostrzale artylerii, podsumowano straty, które wynosiły w całym zgrupowaniu 86 poległych i 210 rannych. Na odprawie oficerskiej podjęto decyzję o przebiciu się do Warszawy bez broni ciężkiej, którą uszkodzono lub zakopano, w grupach trasą przez: Zagóźdź, Skrzypki, Wisłę i Kępę Zawadowską na Czerniaków. W Sanatorium Medema pozostawiono ponad 200 rannych z niezbędnym personelem medycznym i sanitarnym, pochowano poległych. Wymarsz odbył się o godz. 23.00 jako straż przednia szedł III batalion 43 pp dowodzony przez kpt. Krawczyka. Kolumna przeszła obok Miedzeszyna, na zachód od Miedzeszyna batalion został ostrzelany z broni, maszynowej z niemieckich placówek i oświetlony rakietami, śmiałym atakiem czołowe pododdziały batalionu przebiły się przez niemieckie placówki. Dalsza część skręciła ku północy, gdzie została ostrzelana i wycofała się, po zmianie kierunku ponownie kolumna dostała się pod ostrzał. Żołnierze rozproszyli się i usiłowali przedrzeć się ku Warszawie. Duża część rano 20 września dostała się do niewoli w Radości. Pojedyncze grupy maszerowały i dotarły do Wisły, w tym dowódca dywizji, dowódca 43 pułku strzelców, oficerowie i szeregowi. Przez Wisłę na zachodni brzeg przewozili łodziami mieszkańcy Skrzypków, przez dni 20 i 21 września przeprawiło się ok. 300 żołnierzy dywizji. Część żołnierzy została wyłapana przez przeczesujące ten rejon oddziały niemieckie. Część żołnierzy schwytana przez oddział SS została rozstrzelana. Grupa 160 żołnierzy w rejonie Żerzenia stoczyła 20 września w godz. 10-12.00 zaciętą walkę, w jej wyniku poległo 107 żołnierzy, wśród poległych był por. Kazimierz Kowalski dowódca 3 kompanii ckm. Do Warszawy różnymi drogami dostało się ponad 500 żołnierzy.

#### Odtworzenie 13 DP i 43 pułku strzelców w Warszawie i udział w jej obronie
20 września do Warszawy dotarło przez Wisłę 150 żołnierzy 43 pp, 21 września dalszych 170 żołnierzy. Punkt zborny żołnierzy 13 DP mieścił się w koszarach 1 dywizjonu artylerii konnej przy ul. Szwoleżerów. Z całej dywizji zebrano około 600 żołnierzy. Warszawa była bombardowana przez lotnictwo niemieckie i ostrzeliwana przez niemiecką artylerię. 21 września od pocisku artylerii niemieckiej poległ 1 podoficer, a 3 żołnierzy zostało rannych. 13 DP weszła w skład Grupy Odwodów gen. bryg. Edmunda Knoll-Kownackiego. Z przybyłych żołnierzy 43 pułku strzelców został zorganizowany I batalion i dowództwo pułku. W skład 13 DP weszła Robotnicza Brygada Obrony Warszawy z dwoma pułkami piechoty wyposażonymi w broń strzelecką. 25 września Warszawa była od godz. 7.15 do wieczora nieustannie bombardowana, nocą 25/26 września z uwagi na znaczne zniszczenia w dotychczasowym rejonie zakwaterowania 43 pp przeszedł w rejon Placu Napoleona na Żoliborzu. W czasie marszu od ognia niemieckiej artylerii poległo 18 żołnierzy, a 10 zostało rannych Na Żoliborz przeszły też oba pułk z RBOW. W tym czasie z Cytadeli do 43 pułku strzelców dołączono 260 żołnierzy, z różnych oddziałów 13 DP, którzy dotarli do stolicy różnymi drogami spod Tomaszowa Mazowieckiego i lasów brudzewickich.
W nowym miejscu postoju 26 września dokonano reorganizacji i zmiany dowódców, ppłk Franciszek Kubicki objął funkcję dowódcy piechoty dywizyjnej 13 DP. Dotychczasowy dowódca I batalionu mjr Zygmunt Rylski objął dowództwo 43 pułku strzelców, dowódcą I batalionu został kpt. Stanisław Sosnowski, dowódcą II batalionu był kpt. Antoni Kłosowski. 26 i 27 września Na terenie pododcinka Północ, Odcinka Warszawa-Zachód trwały walki o Wawrzyszew i Marymont, 43 pułk strzelców był w gotowości bojowej do wsparcia walczących tam oddziałów. Zaskoczeniem dla pułku było wstrzymanie działań bojowych od południa 27 września, ze względu na rozejm, na czas rozmów kapitulacyjnych. 28 września rozpoczęto składanie broni na placu przy ul. Żukowskiej, 28 i 29 września odbyły się ostatnie zbiórki i apele. Część broni złożono, część ukryto. Oficerowie otrzymali wolną rękę odejścia do niewoli lub konspiracji, tę ostatnią możliwość wykorzystał mjr Zygmunt Rylski, kpt. Antoni Kłosowski. Szeregowi poniżej stopnia chorążego mieli zostać zwolnieni po wyjściu z miasta. Mogli udać się do miejsc zamieszkania, grupa - wschód pod okupację sowiecką lub grupa - zachód pod okupacją niemiecką. 30 września 1939 w grupie zachód ustawiło się 200 żołnierzy, w grupie wschód 300. Po przemówieniu dowódcy pułku, odbyło się pożegnanie. O godz. 18.00 kolumny pułku odeszły na Ochotę, gdzie za rogatkami 1 października o godz.0.30 przejęli nad nimi pieczę żołnierze niemieccy. 2 i 3 października grupa wschód odeszła w kierunku wschodnim, a grupa zachód została wypuszczona do domu.

##### Obsada dowódcza odtworzonego 43 pp[53]
- dowódca pułku - ppłk Franciszek Kubicki (do 24 IX 1939), mjr Zygmunt Rylski (od 25 IX 1939)
- dowódca I batalionu - mjr Zygmunt Rylski (do 24 IX 1939), kpt. Stanisław Sosnowski (od 25 IX 1939)
  - dowódca 1 kompanii strzeleckiej - por. Mieczysław Dziurzyński
  - dowódca 2 kompanii strzelców - kpt. Stanisław Borczyk
  - dowódca 1 kompanii ckm - kpt. Jan Radzik
- dowódca II batalionu - kpt. Antoni Kłosowski
  - dowódca 6 kompanii strzeleckiej - por. rez. Wacław Kobusiewicz,
  - 2 kompania ckm - por. Wilhelm Jurago
  - zbiorcza kompania ckm (45 pp) - por. Aleksander Kita.

### Działania bojowe odtworzonego 43 pp

#### Odtworzenie pułku w składzie XIII Brygady Piechoty
Wysłany przez dowódcę 13 DP, po przeprawie przez Wisłę dowódca PD 13 DP płk Marian Szalewicz, celem odebrania rozkazów dla dywizji od gen. dyw. Stefana Dąba-Biernackiego, 12 września rano dotarł do Lublina. Tam nie zastał dowódcy armii, ale od dowódcy Armii „Lublin” gen. dyw. Tadeusza Piskora otrzymał rozkaz zorganizowania obrony Chełma Lubelskiego, tam 13 września dowiedział się o organizacji Frontu Północnego pod dowództwem gen. dyw. Stefana Dąba-Biernackiego. Tego dnia płk Marian Szalewicz otrzymał rozkaz zorganizowania na bazie kadry i żołnierzy z 13 DP, którzy przeprawili się przez Wisłę i przybyli na teren Lubelszczyzny dowództwa XIII Brygady Piechoty i odtworzenia pułków tej dywizji. W tym celu wystawiono na drogach kordony policyjno-wojskowe mające zatrzymywać żołnierzy i kierować ich do miejsc formowania poszczególnych pułków z poszczególnych dywizji dawnej Armii „Prusy”. Nowy 43 pułk strzelców miał być formowany w rejonie Okszowa-Serebryszcze pod dowództwem ppłk Władysław Warchoła pokojowego dowódcę II batalionu 43 pp, a po mobilizacji dowódcy 11 batalionu strzelców. W skład pułku weszli żołnierze 43 pp, którzy przedarli się zza Wisły, żołnierze 11 bs którzy dotarli z ppłk Warchołem spod Pabianic oraz inni z rozbitych jednostek Armii „Prusy”, Armii „Łódź” oraz ośrodków zapasowych. XIII BP miała wejść w skład Dywizji Kombinowanej gen. bryg. Jerzego Wołkowickiego. 43 pułk strzelców był organizowany w składzie trzech batalionów, 15 września oddano jeden batalion do zorganizowania 45 pp. 15 i 16 września ze składnicy uzbrojenia DOK II dowieziono amunicję i broń maszynową, każdy z dwóch batalionów posiadał po 8 ckm i od 11 do 12 rkm. W pułku była jedna armata przeciwpancerna, nie było moździerzy i armat piechoty oraz granatników. Do brygady przydzielone były okresowo: II dywizjon 9 pułku artylerii ciężkiej, II dywizjon 2 pułku artylerii ciężkiej, 6 dywizjon artylerii ciężkiej motorowej i 11 dywizjon artylerii najcięższej.

##### Obsada dowódcza odtworzonego 43 pp[56][57][58]
- dowódca pułku - ppłk Władysław Warchoł
- adiutant pułku - kpt. Franciszek Knapik
- oficer łączności - kpt. Mieczysław Malinowski
- kwatermistrz i oficer gospodarczy - por. Feliks Drabczyk
- dowódca I batalionu - mjr Walerian Tumanowicz
  - dowódca 1 kompanii strzeleckiej - por. Antoni Szczurowski (do 18 IX 1939), ppor. rez. Wacław Schniltzer
  - dowódca 2 kompanii strzeleckiej - kpt. Stanisław Borczyk
  - dowódca 3 kompanii strzeleckiej - por. Franciszek Wiewiórka
- dowódca II batalionu - kpt. Józef Papiz
  - dowódca 4 kompanii strzeleckiej - kpt. rez. Witold Niedziałkowski
  - dowódca 5 kompanii strzeleckiej - kpt. rez. Erwin Grinfeld
    - dowódca plutonu - ppor. rez. Henryk Paszyński

  - dowódca 6 kompanii strzeleckiej - por. rez. Tadeusz Godziszewski
    - dowódca plutonu - por. sap. Edward Wincenty Marzec
    - dowódca plutonu ppor. rez. Tarnowski
    - ppor. rez. Stanisław Moczulski

  - dowódca 2 kompanii ckm - por. Paweł Górski

#### Udział w Bitwie pod Tomaszowem Lubelskim
17 września 43 pułk wraz z 44 pp pomaszerował do Wojsławic. Od rana 18 września pułk w składzie macierzystej brygady podjął marsz do Hrubieszowa, w Teratynie dołączył sformowany 45 pp, po południu pułk wraz z XIII Brygadą osiągnął Hrubieszów. 19 września wraz z XIX Brygadą Piechoty utworzyły Dywizję Kombinowaną podległą Armii gen. bryg. Emila Krukowicza-Przedrzymirskiego. Zgodnie z rozkazem dowódcy armii 20 września XIII BP podjęła marsz w kierunku Tomaszowa Lubelskiego. 43 pp maszerował w odrębnej kolumnie równolegle do macierzystej brygady przez Terebień, Sahryń do Tuczapów, gdzie stanął na postój nocny. 21 września podjął marsz przez Łaszczów i Grodysławice. W Łaszczowie 43 pp napotkał silną obronę oddziałów niemieckich, nocnym natarciem 21/22 września II batalion zdobył miasto i folwark zabrał do niewoli 100 jeńców, amunicję i sprzęt. Wśród ok. 30 poległych i kilkudziesięciu rannych poległ por. Paweł Górski. 43 pp wraz z 11 dan stanęły w Grodysławicach. 22 września 43 pp miał prowadzić natarcie z Grodysławic przez Józefówkę, Werechanie na las położony na zachód od Wieprzowego Jeziora. 22 września XIII BP prowadziła natarcie na stanowiska obronne niemieckiej 28 DP, 43 pp zajął wieczorem Werechanie i las na południowy zachód. 43 pp w szykach XIII BP miał rozpocząć natarcie 23 września w godzinach porannych. Jednak o godz. 8.00 23 września przystąpiła do natarcia niemiecka 28 DP w składzie niemieckiego VIII KA od Tomaszowa Lub. 43 pp i 45 pp wsparte dywizjonami II/2 pac i 11 dan broniły się na południe od Werechań. Po rozbiciu grupy płk. Ocetkiewicza przez oddziały niemieckiej 2 Dywizji Pancernej, wyszła ona na tyły XIII BP odcinając ją od zaplecza. 44 pp został częściowo rozbity przez niemieckie czołgi, a 43 i 45 pp zostały zepchnięte w głąb lasu i oskrzydlone od strony zachodniej. Łączność z artylerią była przerywana przez dywersantów ukraińskich. W obu dywizjonach artylerii kończyła się amunicja, po wystrzeleniu ostatnich pocisków 11 dan około 13.00 zdemontował część dział i zakopał. Walki 43 pp i 45 pp wsparł 77 pułk piechoty ze składu XIX BP. O godz.16.00 pułki XIII BP otrzymały rozkaz oderwania się od nieprzyjaciela i przejść szosę Tomaszów Lub.-Zamość w kierunku na Suchowolę. Z powodu związania się w walce z nieprzyjacielem pułków, nie było to możliwe. Wobec czego dowódca brygady płk Marian Szalewicz rozwiązał brygadę. Rozkazał pozostałościom 43 pp, 44 pp, 45 pp i 77 pp przebijać się mniejszymi pododdziałami przez Rachanie, Janówkę, Majdan Krynicki na Suchowolę. 43 pp do rejonu Majdanu Krynickiego doprowadził około 500 żołnierzy. 24 września w lasach pod Suchowolą ppłk Warchoł przeformował pozostałość 43 pułku strzelców w jeden batalion pod dowództwem mjr. Waleriana Tumanowicza. 25 września wyruszył z batalionem w kierunku północno wschodnim prowadząc osobiście rozpoznanie samochodem. W nocy 25/26 września prowadząc rozpoznanie wjechał do nieznanej wsi zajętej przez wojska sowieckie i dostał się do niewoli. 26 września wobec okrążenia przez wojska niemieckie i sowieckie, po naradzie z oficerami mjr Tumanowicz rozkazał zakopać broń, wypłacić odprawę i żołd z posiadanych pieniędzy oraz rozwiązał batalion 43 pp.
Osobnym pododdziałem 43 pp była wydzielona z I batalionu 3 kompania strzelecka por. Franciszka Wiewiórki. Kompania została przydzielona do obrony Krasnegostawu w dniu 15 września. Po walce w dniu 16 września została wyparta z Krasnegostawu ze znikomą ilości amunicji wycofała się na wschód. 18 września osiągnęła Chełm Lubelski, a 20 września Hrubieszów, nie zastając macierzystego pułku i brygady. Następnie wraz z innymi zgrupowaniami WP podjęła marsz w kierunku zachodnim w ślad za wycofującymi się oddziałami niemieckimi. Ominęła Lublin, a 9 października dotarła do wsi Rąblów koło Kazimierza Dolnego, tam uzyskała informację o kapitulacji wojsk gen. bryg. Franciszka Kleeberga pod Kockiem. W nocy 9/10 października kompania zakopała broń i rozwiązała się.
Za kampanię został odznaczony orderem Virtuti Militari.

### Oddziały II rzutu mobilizacyjnego 43 pp

#### Batalion marszowy 43 pp
W ramach mobilizacji powszechnej w I rzucie do 4 dnia jej trwania w Kadrze Zapasowej Piechoty „Włodzimierz” zmobilizowano batalion marszowy 43 pp. Prawdopodobnie batalion marszowy przeszedł wraz z pozostałymi zmobilizowanymi w KZP „Włodzimierz” batalionami i uzupełnieniami marszowymi oraz zmobilizowanym dowództwem Ośrodka Zapasowego 13 Dywizji Piechoty w okolice Równego, gdzie podjęto dalsze czynności.

#### Oddział Zbierania Nadwyżek 43 pp
Po mobilizacji pułku i wyjeździe jego na zachód w koszarach 43 pp w Dubnie pozostały nadwyżki żołnierzy, które zostały znacznie powiększone od chwili ogłoszenia mobilizacji powszechnej i wybuchu wojny. Dowództwo OZN 43 pp sprawował ppłk Stanisław Undas. 10 września z uwagi na zagrożenie atakami lotniczymi Dubna został przeniesiony do miejscowości Kwasiłów Czeski. Z posiadanych zasobów mundurowych, broni i wyposażenia ze stanu nadwyżek pułku zorganizowano batalion piechoty OZ pod dowództwem ppłk Józefa Owczarskiego. Batalion ppłk Józefa Owczarskiego z nieznanych powodów nie wszedł w skład Grupy „Dubno”. 17 września batalion piechoty ppłk. Owczarskiego wkroczył do Dubna, lecz nie zastając już tam oddziałów Grupy „Dubno” podjął marsz bocznymi drogami w kierunku Łucka. We wsi Długoszyje batalion stoczył walkę z dywersantami ukraińskimi, tracąc kilku poległych i kilkunastu rannych. Wieczorem 17 września pod Demidówką zatrzymał się na postój w 50 hektarowym lesie. Rano 18 września został otoczony przez czołgi i piechotę sowiecką. Batalion został rozwiązany, a oficerowie i podoficerowie dostali się do sowieckiej niewoli. Duża część szeregowych i oficerów zbiegła i dołączyła do Grupy „Dubno”. Nie wiadomo, czy OZN 43 pp pod dowództwem ppł. Stanisława Undasa dołączył do organizującego się w Równem Ośrodka Zapasowego 13 DP i wraz z nim dostał się do sowieckiej niewoli, czy pozostał do chwili dostania się do sowieckiej niewoli w rejonie Dubna.
| Struktura organizacyjna i obsada personalna we wrześniu 1939 | Struktura organizacyjna i obsada personalna we wrześniu 1939           | Struktura organizacyjna i obsada personalna we wrześniu 1939 |
| Stanowisko etatowe                                           | Stopień, imię i nazwisko                                               | Uwagi                                                        |
| Dowództwo                                                    | Dowództwo                                                              | Dowództwo                                                    |
| ------------------------------------------------------------ | ---------------------------------------------------------------------- | ------------------------------------------------------------ |
| dowódca                                                      | ppłk piech. Franciszek Kubicki                                         | niemiecka niewola                                            |
| I adiutant                                                   | kpt. Stanisław Piotrowski                                              |                                                              |
| II adiutant                                                  | ppor. Władysław Żebrowski                                              |                                                              |
| oficer informacyjny                                          | ppor. rez. Kazimierz I Wójcik                                          |                                                              |
| oficer łączności                                             | kpt. Stanisław V Krawczyk                                              |                                                              |
| zastępca oficera łączności                                   | sierż. Bolesław Żukowski                                               |                                                              |
| kwatermistrz                                                 | kpt. Antoni Ptasznik                                                   |                                                              |
| oficer płatnik                                               | por. int. Stanisław Garbarczyk                                         |                                                              |
| oficer żywnościowy                                           | kpt. Antoni Alojzy Ptasznik                                            |                                                              |
| naczelny lekarz                                              | kpt. lek. dr Bolesław Kamiński                                         |                                                              |
| kapelan                                                      | st. kpl. ks. Longin Wiśniewski                                         |                                                              |
| dowódca kompanii gospodarczej                                | kpt. adm. (piech.) Juliusz Müller                                      |                                                              |
| I batalion                                                   |                                                                        |                                                              |
| dowódca I batalionu                                          | mjr Zygmunt Rylski                                                     |                                                              |
| adiutant batalionu                                           | ppor. rez. Nikodem Józef Jaruga                                        |                                                              |
| dowódca 1 kompanii strzeleckiej                              | por. Mieczysław Jan Dziurzyński                                        |                                                              |
| dowódca I plutonu                                            | ppor. Jan Drechny                                                      |                                                              |
| dowódca 2 kompanii strzeleckiej                              | kpt. Stanisław Borczyk                                                 |                                                              |
| dowódca III plutonu                                          | ppor. rez. Józef Dalmata                                               |                                                              |
| dowódca 3 kompanii strzeleckiej                              | por. rez. Czesław Bogdanowicz                                          |                                                              |
| dowódca III plutonu                                          | ppor. rez. Leon Dobrzański                                             |                                                              |
| dowódca 1 kompanii ckm                                       | kpt. Jan Radzik                                                        |                                                              |
| dowódca I plutonu                                            | ppor. Henryk Aleksander Jankiewicz                                     |                                                              |
| dowódca plutonu                                              | ppor. piech. rez. Antoni Stebelski                                     | od 23 II 1941 w niemieckiej niewoli                          |
| II batalion                                                  |                                                                        |                                                              |
| dowódca II batalionu                                         | kpt. piech. Antoni Eugeniusz Kłosowski                                 |                                                              |
| dowódca 4 kompanii strzeleckiej                              | por. Jan Wójtowicz                                                     |                                                              |
| dowódca 5 kompanii strzeleckiej                              | por. Bolesław Bylczyński                                               |                                                              |
| dowódca 6 kompanii strzeleckiej                              | por. rez. Wacław Marian Kobusiewicz                                    |                                                              |
| dowódca I plutonu                                            | ppor. Stanisław Jan Rosół                                              |                                                              |
| dowódca 2 kompanii ckm                                       | por. Wilhelm Jurago                                                    |                                                              |
| dowódca IV plutonu (taczanki)                                | ppor. rez. Edward Kwaśnik                                              |                                                              |
| dowódca plutonu moździerzy                                   | por. Franciszek Omilion                                                |                                                              |
| III batalion                                                 |                                                                        |                                                              |
| dowódca III batalionu                                        | mjr Feliks Miklas kpt. Stanisław Krawczyk (od 7 IX 1939)               |                                                              |
| dowódca 7 kompanii strzeleckiej                              | kpt. Stanisław II Krawczyk por. Bronisław Krasnopolski (od 11 IX 1939) |                                                              |
| dowódca II plutonu                                           | por. Antoni Szczurowski                                                |                                                              |
| dowódca 8 kompanii strzeleckiej                              | kpt. Stanisław Sosnowski                                               |                                                              |
| dowódca II plutonu                                           | ppor. Władysław Żebrowski                                              |                                                              |
| dowódca 9 kompanii strzeleckiej                              | por. rez. Jerzy Iwiński                                                |                                                              |
| dowódca I plutonu                                            | ppor. Michał Zieliński                                                 |                                                              |
| dowódca II plutonu                                           | ppor. rez. Kazimierz Kazimierski                                       |                                                              |
| dowódca III plutonu                                          | ppor. Stanisław Cioch                                                  |                                                              |
| dowódca 3 kompanii ckm                                       | por. Kazimierz Kowalewski                                              |                                                              |
| Pododdziały specjalne                                        |                                                                        |                                                              |
| dowódca kompanii przeciwpancernej                            | kpt. Franciszek Karwacki                                               |                                                              |
| dowódca plutonu artylerii piechoty                           | kpt. art. Józef Grzywacz                                               |                                                              |
| zastępca dowódcy plutonu artylerii piechoty                  | st. sierż. Brunon Schreiber                                            |                                                              |
| dowódca kompanii zwiadowców                                  | por. Franciszek Wiewiórka                                              |                                                              |
| dowódca plutonu pionierów                                    | por. rez. Feliks Bylczyński                                            |                                                              |
| dowódca plutonu przeciwgazowego                              | por. Kazimierz Woźniak                                                 |                                                              |
| dowódca plutonu łączności                                    |                                                                        |                                                              |

## Symbole pułkowe

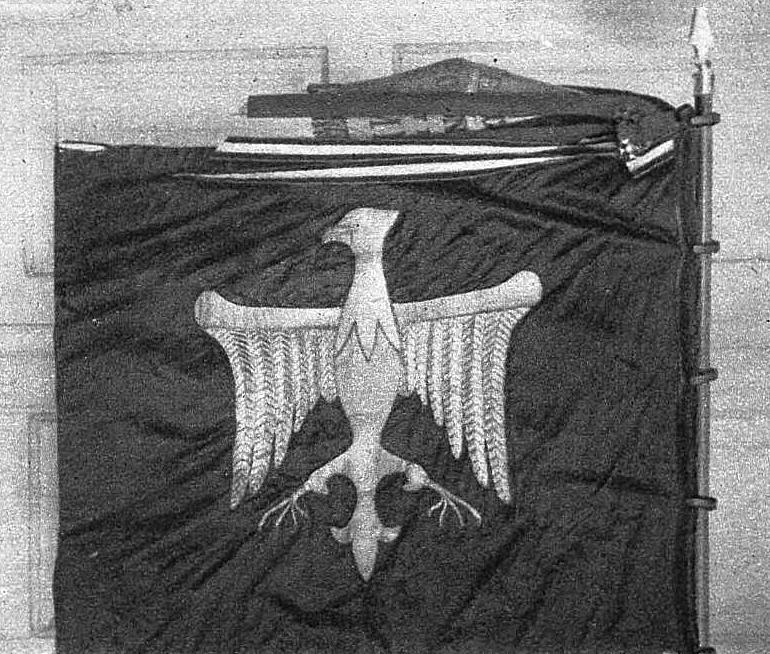
Sztandar z 1914

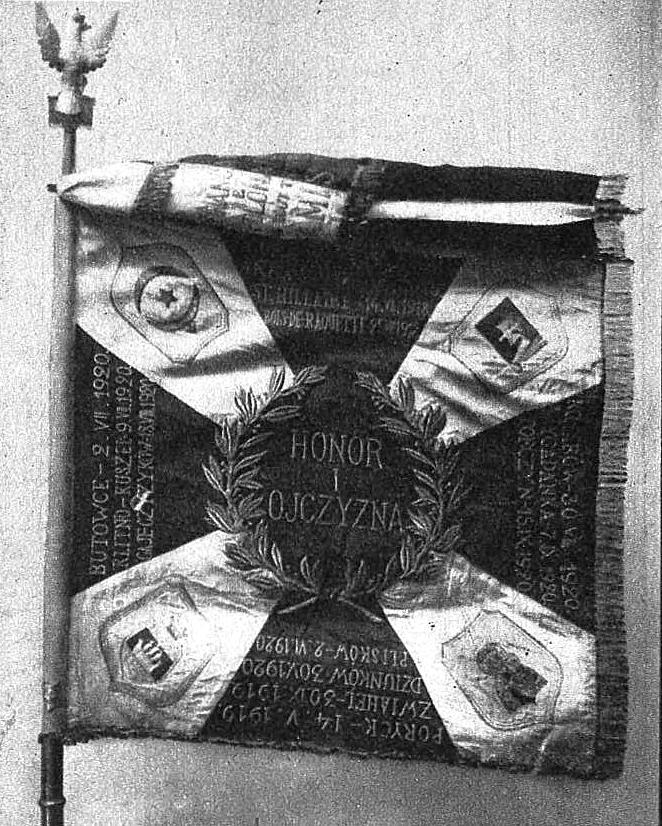
Sztandar z 1929

### Sztandar
Pułk posiadał trzy sztandary. Podczas ważnych uroczystości występowały w pułku trzy poczty sztandarowe: ze sztandarem z 1914 roku - poczet w mundurach żuawów, ze sztandarem z 1918 roku - poczet w błękitnych mundurach armii gen. Hallera i z przepisowym sztandarem z 1929 roku - poczet w ówczesnych mundurach Wojska Polskiego. Sztandar bojowy Legionu Bajończyków, wręczono ochotnikom polskim jako dar miasta Bayonne we wrześniu 1914 roku. Sztandar z białym orłem bez korony na płacie, wykonano według projektu Xawerego Dunikowskiego i Jana Żyznowskiego. Poległy podczas walk we Francji sierżant Szujski bronił sztandaru, przedziurawionego 40 razy przez kule nieprzyjaciela. Po wojnie, w płacie sztandaru, doliczono się 43 przestrzelin. Prezydent Republiki Francuskiej Raymond Poincaré udekorował chorągiew Krzyżem Wojennym z Palmą, a marszałek Polski Józef Piłsudski - Krzyżem Srebrnym Orderu Virtuti Militari. Był to najstarszy sztandar odrodzonego Wojska Polskiego.
W czerwcu 1918 społeczeństwo Paryża ufundowało sztandar 1 Pułkowi Strzelców Polskich, do którego wcielono resztki Bajończyków. We wrześniu 1919 roku w Wojsku Polskim pułk przemianowano na 43 pp.
Przepisowy sztandar, jako dar Paryża, wręczył pułkowi gen. dyw. Jan Romer 25 lipca 1929. Dopiero 8 października 1929 Prezydent RP zatwierdził wzór lewej strony płachty chorągwi 43 pp. Na ofiarowanym przez Francuzów sztandarze zostały wymienione zwycięskie bitwy na polach ziem francuskiej i polskiej, herby Paryża i Wołynia oraz szarfa z napisem w języku francuskim Français et Polonais tout le temps Amis (pol. dosł. Francja i Polska przez cały czas Przyjaciele).
Losy przepisowego sztandaru i sztandaru 1 psp we wrześniu 1939 i w czasie okupacji nie zostały wyjaśnione. 20 maja 1946 roku przepisowy sztandar został przekazany do Muzeum WP przez Główny Zarząd Polityczno-Wychowawczy Wojska Polskiego, który to otrzymał go od dowództwa Okręgu Wojskowego Łódź. Sztandar Legionu Bajończyków zwrócono do Muzeum Wojska już 14 sierpnia 1939 roku i zachował się do dziś. Losy sztandaru 1 psp nadal są nieznane

### Odznaka pamiątkowa
14 grudnia 1928 minister spraw wojskowych, marszałek Polski Józef Piłsudski zatwierdził wzór i regulamin odznaki pamiątkowej 43 pp. Odznakę o wymiarach 44 x 44 mm stanowi krzyż o ostro zakończonych ramionach z kulkami. Na każdym ramieniu symbole związane z tradycją pułku: orzeł jagielloński na tle krzyża i wstążki francuskiego orderu Croix de Guerre, herb miasta Paryża, miniatura Orderu Virtuti Militari, herb miasta Dubna na białym tle. Środek odznaki wypełnia tarcza w otoku wieńca laurowego, od którego odchodzą 4 grupy promieni. W centrum tarczy wpisano numer i inicjały 43 PSK. Jednoczęściowa - oficerska, wykonana w srebrze, emaliowana. Na rewersie próba srebra i imiennik grawera WG. Wykonawcą odznaki był Wiktor Gontarczyk z Warszawy.

## Żołnierze pułku
Dowódcy pułku
- ppłk Mikołaj Korszun-Osmołowski (5 VIII 1918 – 26 IX 1919)
- mjr Wacław Piekarski (27 IX 1919 – 18 X 1920)
- płk piech. Jan Skorobohaty-Jakubowski (IX 1921 – 8 XII 1922 → dowódca piechoty dywizyjnej 13 DP[79])
- ppłk / płk piech. Edmund Koczorowski[g] (1923 – 31 III 1927 → członek OTO[84]
- ppłk piech. Karol Paryłowski (31 III 1927[84] – 28 I 1928 → praktyka poborowa w PKU Jarosław)
- ppłk / płk dypl. piech. Benedykt Chłusewicz (28 I 1928[85] – 22 XI 1937)
- ppłk piech. Franciszek Kubicki (23 XI 1937 – 30 IX 1939)

Zastępcy dowódcy pułku
W latach 1938–1939, w organizacji pokojowej było to stanowisko I zastępcy dowódcy pułku. W 1939 roku, w organizacji wojennej, stanowisko to nie występowało.
- ppłk piech. Mikołaj Koiszewski (od 22 VII 1922[86][87] → PKU Szamotuły[88])
- ppłk piech. Jan Prymus (1923 – 19 II 1924 → dowódca 16 pp)
- ppłk piech. Roman Witorzeniec (24 V 1924 – 18 I 1925 → dowódca 44 pp)
- ppłk piech. Karol Paryłowski (6 III 1925[89] – 31 III 2927 → dowódca pułku)
- ppłk SG Ernest Giżejewski (5 V 1927[90] – 26 IV 1928 → Oddział IV SG)
- ppłk piech. Józef Zych (26 IV 1928[91] – 23 XII 1929 → p.o. komendanta PKU Siedlce[92])
- ppłk piech. Władysław Mikołajczak (I 1930[93] – VII 1935 → dowódca 15 pp)
- ppłk piech. Stefan Warchoł (4 VII 1935[94])
- ppłk piech. Stanisław Undas (1936 – 1939)

II zastępca dowódcy pułku (kwatermistrz)
- mjr / ppłk piech. Józef Owczarski (VI 1934[95] – 1939)

### Żołnierze 43 pułku piechoty – ofiary zbrodni katyńskiej
Biogramy ofiar zbrodni katyńskiej znajdują się między innymi w bazach udostępnionych przez Ministerstwo Kultury i Dziedzictwa Narodowego oraz Muzeum Katyńskie.
| Nazwisko i imię         | stopień          | zawód                  | miejsce pracy przed mobilizacją   | zamordowany |
| ----------------------- | ---------------- | ---------------------- | --------------------------------- | ----------- |
| Barabasz Józef          | ppor. rez.       | nauczyciel             | Szkoła w Chodakach                | Katyń       |
| Burdajewicz Mieczysław  | ppor. rez.       | nauczyciel             | Szkoła w Płysce                   | Katyń       |
| Burkacki Jan            | por. rez.        | nauczyciel             | Szkoła w Stawku                   | Katyń       |
| Burkacki Kazimierz      | ppor. rez.       | nauczyciel             |                                   | Katyń       |
| Chaiński Leon           | ppor. rez.       |                        |                                   | Katyń       |
| Figut Ludwik            | ppor. rez.       | inżynier budownictwa   | przedsiębiorca we Lwowie          | Katyń       |
| Jezierski Władysław     | kapitan          | żołnierz zawodowy      | oficer mobilizacyjny 43 pp        | Katyń       |
| Jędryszek Zygmunt       | kapitan          | żołnierz zawodowy      | dowódca 2 kkm/43 pp               | Katyń       |
| Klepacki Adolf          | ppor. rez.       | technik                | PKP Brześć                        | Katyń       |
| Kopniak Zdzisław        | ppor. rez.       | asystent               | Uniwersytet Jana Kazimierza       | Katyń       |
| Kornatowski Jan         | ppor. rez.       |                        |                                   | Katyń       |
| Madrak Bolesław         | ppor. rez.       | technik leśnik         |                                   | Katyń       |
| Marciak (Marczak) Karol | ppor. rez.       | nauczyciel             |                                   | Katyń       |
| Michalski Edmund        | ppor. rez.       | urzędnik               |                                   | Katyń       |
| Ośko Marian             | por. rez.        | nauczyciel             | sem. nauczyc. w Krzemieńcu        | Katyń       |
| Pawlak Józef            | porucznik        | żołnierz zawodowy      | dowódca plutonu 6/43 pp           | Katyń       |
| Pełka Antoni            | kapitan          | żołnierz zawodowy      | zastępca of. mob. 43 pp           | Katyń       |
| Podoliński Eugeniusz    | ppor. rez.       | inżynier               |                                   | Katyń       |
| Samborski Tadeusz       | ppor. rez.       | nauczyciel             | szkoła w Budach pow. dubieński    | Katyń       |
| Stachiewicz Tadeusz     | ppor. rez.       | nauczyciel             | szkoła w Kamionce Str.            | Katyń       |
| Sykora Kamil Rafał      | kapitan          | żołnierz zawodowy      |                                   | Katyń       |
| Szczęsny Stanisław      | ppor. rez.       | inżynier               |                                   | Katyń       |
| Bukowski Emil           | por. posp. rusz. | handlowiec             | (e)                               | Charków     |
| Bylczyński Bolesław     | porucznik        | żołnierz zawodowy      | dca pl pion.; dca 5/43 pp (IX 39) | Charków     |
| Graf Jonasz             | por. rez.        | inżynier dróg i mostów |                                   | Charków     |
| Jankowski Henryk        | kapitan rezerwy  | rolnik                 |                                   | Charków     |
| Marciniak Stefan        | ppor. lek.       | żołnierz zawodowy      | lekatz II/43 pp                   | Charków     |
| Tomaszewski Szymon      | ppor. rez.       | absolwent USB          |                                   | Charków     |
| Waksmański Stanisław    | ppor. rez.       | osadnik wojskowy       |                                   | Charków     |
| Wanke Władysław         | ppor. rez.       |                        |                                   | Charków     |
| Warchoł Władysław       | podpułkownik     | żołnierz zawodowy      | dowódca II/43 pp                  | Charków     |
| Drechny Jan             | podporucznik     | żołnierz zawodowy      | dowódca 1/43 pp                   | ULK         |
| Dziwota Ignacy Antoni   | kapral rezerwy   |                        | Lasy Państwowe we Lwowie          | ULK         |
| Górecki Franciszek      | kapitan          | żołnierz zawodowy      | oficer placu Dubno                | ULK         |
| Korżik Tomasz           | ppor. rez.       | nauczyciel             | szkoła w Witkowie Nowym           | ULK         |
| Nagaj Józef             | podporucznik     | urzędnik               | Starostwo w Brodach               | ULK         |
| Ostaszewski Henryk      | ppor. rez.       | prawnik                | urzędnik w Złoczowie              | ULK         |
| Schmutz Roman           | por. rez.        | prawnik, nauczyciel    |                                   | ULK         |
| Turecki Alfred          | ppor. rez.       | nauczyciel             |                                   | ULK         |
| Weber Aleksy            | por. rez.        | mgr WF                 | nauczyciel w Brodach              | ULK         |
| Wendorff Jan            | ppor. rez.       |                        | elektrownia w Brodach             | ULK         |
| Więckowski Teofil       | por. rez.        | nauczyciel             | szkoła w Witkowie                 | ULK         |